# Persone di nome Antonio
| Questa pagina contiene informazioni ricavate automaticamente dalle voci biografiche con l'ausilio del template Bio e di un bot. L'aggiornamento è periodico e automatico e ricostruisce completamente la pagina. Se manca una persona in questa lista, sei pregato di non aggiungerla, ma accertati piuttosto che la sua voce biografica contenga il template Bio e che i dati anagrafici siano correttamente compilati. Se il template Bio manca, inseriscilo tu stesso o, in alternativa, metti l'avviso {{tmp\|Bio}} che ne segnala la mancanza. Se i dati riportati sono sbagliati, correggi direttamente la voce biografica; le modifiche saranno visibili in questa lista entro pochi giorni. Per chiarimenti vedi il progetto antroponimi. La lista contiene solo le 3.531 persone che sono citate nell'enciclopedia e per le quali è stato implementato correttamente il template Bio. Pagina aggiornata al 6 ago 2025. |

Questa è una lista di persone presenti nell'enciclopedia che hanno il nome Antonio, suddivise per attività principale.

## Abati(7)
- Antonio abate, abate egiziano (Qumans, n. 251 - Deserto della Tebaide, † 356)
- Antonio Baboccio da Piperno, abate, pittore e scultore italiano (Piperno, n. 1351 - † 1435)
- Antonio Carestia, abate e botanico italiano (Riva Valdobbia, n. 1825 - Riva Valdobbia, † 1908)
- Antonio Luca Fallica, abate italiano (Ripatransone, n. 1959)
- Antonio Jerocades, abate, patriota e poeta italiano (Parghelia, n. 1738 - Tropea, † 1803)
- Antonio Niccolini, abate, giurista e letterato italiano (Firenze, n. 1701 - Roma, † 1769)
- Antonio Vassalli Eandi, abate, fisico e matematico italiano (Torino, n. 1761 - Torino, † 1825)

## Agenti segreti(1)
- Antonio Labruna, agente segreto e carabiniere italiano (Napoli, n. 1927 - Bracciano, † 2000)

## Agronomi(5)
- Antonio Bizzozero, agronomo italiano (Treviso, n. 1857 - Cles, † 1934)
- Antonio Jatta, agronomo e politico italiano (Ruvo di Puglia, n. 1852 - Ruvo di Puglia, † 1912)
- Antonio Marozzi, agronomo e politico italiano (Potenza, n. 1869 - Roma, † 1940)
- Antonio Sangiovanni, agronomo e matematico italiano (Vicenza)
- Antonio Tinarelli, agronomo italiano (Bologna, n. 1922 - Vercelli, † 2014)

## Allenatori di atletica leggera(1)
- Antonio La Torre, allenatore di atletica leggera italiano (Manfredonia, n. 1956)

## Allenatori di calcio a 5(3)
- Antonio Ricci, allenatore di calcio a 5 italiano (Latina, n. 1966)
- Antonio Javier Sánchez García, allenatore di calcio a 5 e ex giocatore di calcio a 5 spagnolo (Madrid, n. 1969)
- Antonio Vadillo, allenatore di calcio a 5 e ex giocatore di calcio a 5 spagnolo (Jerez de la Frontera, n. 1977)

## Allenatori di hockey su pista(1)
- Nino Caricato, allenatore di hockey su pista e ex hockeista su pista italiano (Bari, n. 1951)

## Allenatori di pallacanestro(1)
- Antonio d'Albero, allenatore di pallacanestro italiano (Caserta, n. 1982)

## Allenatori di pallavolo(1)
- Antonio Babini, allenatore di pallavolo e ex pallavolista italiano (Rimini, n. 1961)

## Allenatori di tennis(2)
- Toni Nadal, allenatore di tennis spagnolo (Manacor, n. 1961)
- Antonio Veić, allenatore di tennis e ex tennista croato (Lussinpiccolo, n. 1988)

## Alpinisti(6)
- Antonio Baroni, alpinista italiano (San Pellegrino Terme, n. 1833 - San Pellegrino Terme, † 1912)
- Antonio Boscacci, alpinista, arrampicatore e scrittore italiano (Sondrio, n. 1949 - † 2012)
- Antonio Castagneri, alpinista italiano (Balme, n. 1845 - Monte Bianco, † 1890)
- Antonio Grober, alpinista italiano (Alagna Valsesia, n. 1847 - Novara, † 1909)
- Tom Perry, alpinista italiano (Sovizzo, n. 1960)
- Antonio Tonini, alpinista e geografo svizzero (Cavergno, n. 1828 - Giaglione, † 1860)

## Altisti(1)
- Antonio Brandoli, altista e allenatore di atletica leggera italiano (Bastiglia, n. 1939 - Modena, † 2022)

## Ambasciatori(1)
- Antonio Badini, ambasciatore italiano (Roma, n. 1940)

## Ammiragli(6)
- Antonio Biondi y de Viesca, ammiraglio e politico spagnolo (San Fernando, n. 1863 - Chiclana de la Frontera, † 1953)
- Antonio Canal, ammiraglio e politico italiano (Venezia, n. 1521 - Corfù, † 1577)
- Antonio Legnani, ammiraglio italiano (Asti, n. 1888 - Lonato, † 1943)
- Antonio de Oquendo y Zandátegui, ammiraglio spagnolo (San Sebastián, n. 1577 - La Coruña, † 1640)
- Antonio Scialdone, ammiraglio italiano (Rimini, n. 1917 - La Spezia, † 1998)
- Antonio Zeno, ammiraglio italiano (Venezia, n. 1628 - Venezia, † 1697)

## Anarchici(3)
- Antonio Cieri, anarchico italiano (Vasto, n. 1898 - Huesca, † 1937)
- Antonio Pietropaolo, anarchico e partigiano italiano (Briatico, n. 1899 - Milano, † 1965)
- Antonio Ramón, anarchico spagnolo (Molvízar, n. 1879 - † 1924)

## Anatomisti(3)
- Antonio Nanula, anatomista, medico e chirurgo italiano (Barletta, n. 1780 - Napoli, † 1846)
- Antonio Pacchioni, anatomista italiano (Reggio Emilia, n. 1664 - Roma, † 1726)
- Antonio Pensa, anatomista italiano (Milano, n. 1874 - Pavia, † 1970)

## Animatori(1)
- Toni Pagot, animatore, fumettista e regista italiano (Milano, n. 1921 - Roncello, † 2001)

## Antropologi(2)
- Antonio De Nino, antropologo e storico italiano (Pratola Peligna, n. 1833 - Sulmona, † 1907)
- Antonio Mercurio, antropologo, filosofo e teologo italiano (Messina, n. 1930 - Ciampino, † 2022)

## Apneisti(1)
- Antonio Mogavero, apneista italiano (Nardò, n. 1997)

## Arbitri di calcio(15)
- Antonio Arias Alvarenga, arbitro di calcio paraguaiano (Puerto Casado, n. 1972)
- Antonio Damato, ex arbitro di calcio italiano (Barletta, n. 1972)
- Antonio Dattilo, ex arbitro di calcio e dirigente sportivo italiano (Melito di Porto Salvo, n. 1971)
- Antonio Di Martino, ex arbitro di calcio italiano (Giulianova, n. 1987)
- Antonio Di Tonno, arbitro di calcio italiano (Foggia, n. 1927 - Lecce, † 1996)
- Antonio Giannoccaro, ex arbitro di calcio italiano (Lecce, n. 1971)
- Antonio Giua, arbitro di calcio italiano (Sassari, n. 1988)
- Antonio López Nieto, ex arbitro di calcio spagnolo (Malaga, n. 1958)
- Antonio Mateu Lahoz, ex arbitro di calcio spagnolo (Algimia de Alfara, n. 1977)
- Antonio Moriconi, arbitro di calcio italiano (Roma, n. 1921)
- Antonio Márquez Ramírez, arbitro di calcio messicano (Lagos de Moreno, n. 1936 - † 2013)
- Antonio Rapuano, arbitro di calcio italiano (Rimini, n. 1985)
- Antonio Trono, ex arbitro di calcio italiano (Sava, n. 1935)
- Antonio Vitullo, arbitro di calcio italiano (Campobasso, n. 1931 - Roma, † 2023)
- Antonio Zappi, ex arbitro di calcio italiano (Viterbo, n. 1965)

## Archeologi(10)
- Antonio Bosio, archeologo maltese (Malta, n. 1575 - Roma, † 1629)
- Antonio Maria Colini, archeologo italiano (Roma, n. 1900 - Roma, † 1989)
- Antonio Frova, archeologo italiano (Verona, n. 1914 - Milano, † 2007)
- Antonio Giuliano, archeologo italiano (Roma, n. 1930 - Roma, † 2018)
- Antonio Minto, archeologo e etruscologo italiano (Valdagno, n. 1880 - Firenze, † 1954)
- Antonio Mario Radmilli, archeologo e funzionario italiano (Gorizia, n. 1922 - Pisa, † 1998)
- Antonio Santarelli, archeologo italiano (Forlì, n. 1832 - † 1920)
- Antonio Sogliano, archeologo italiano (Napoli, n. 1854 - Napoli, † 1942)
- Antonio Taramelli, archeologo italiano (Udine, n. 1868 - Roma, † 1939)
- Antonio Valcárcel y Pío de Saboya, archeologo, letterato e scrittore spagnolo (Alicante, n. 1748 - Aranjuez, † 1808)

## Archivisti(2)
- Antonio Ceruti, archivista, storico e presbitero italiano (Milano, n. 1830 - Cernobbio, † 1918)
- Antonio Panella, archivista e storico italiano (L'Aquila, n. 1878 - Firenze, † 1954)

## Arcieri(1)
- Antonio Fernández, arciere spagnolo (Cáceres, n. 1991)

## Arcivescovi(2)
- Antonio Cauleas, arcivescovo e santo bizantino (Costantinopoli, † 901)
- Antonio I di Costantinopoli, arcivescovo bizantino († 837)

## Arcivescovi cattolici(49)
- Antonio Altoviti, arcivescovo cattolico italiano (Firenze, n. 1521 - Firenze, † 1573)
- Antonio Ambrosanio, arcivescovo cattolico italiano (Napoli, n. 1928 - Spoleto, † 1995)
- Antonio Biglia, arcivescovo cattolico italiano (Milano, n. 1708 - Milano, † 1755)
- Antonio Vitale Bommarco, arcivescovo cattolico italiano (Cherso, n. 1923 - San Pietro di Barbozza, † 2004)
- Antonio Maria Bonito, arcivescovo cattolico italiano (Napoli, n. 1852 - † 1916)
- Antonio Buoncristiani, arcivescovo cattolico italiano (Cerreto di Spoleto, n. 1943)
- Antonio Caballero y Góngora, arcivescovo cattolico spagnolo (Priego de Córdoba, n. 1723 - Cordova, † 1796)
- Antonio Giuseppe Caiazzo, arcivescovo cattolico italiano (Isola di Capo Rizzuto, n. 1956)
- Antonio Cano, arcivescovo cattolico italiano (Sassari, † 1478)
- Antonio Canopolo, arcivescovo cattolico italiano (Sassari - Sassari, † 1621)
- Antonio Cantisani, arcivescovo cattolico italiano (Lauria, n. 1926 - Catanzaro, † 2021)
- Antonio Cantoni, arcivescovo cattolico italiano (Faenza, n. 1709 - Ravenna, † 1781)
- Antonio Ciliberti, arcivescovo cattolico italiano (San Lorenzo del Vallo, n. 1935 - Roma, † 2017)
- Antonio María Claret y Clará, arcivescovo cattolico e missionario spagnolo (Sallent, n. 1807 - Narbona, † 1870)
- Antonio Codronchi, arcivescovo cattolico italiano (Imola, n. 1748 - Ravenna, † 1826)
- Antonio D'Angelo, arcivescovo cattolico italiano (Castelmauro, n. 1971)
- Antonio Di Macco, arcivescovo cattolico italiano (Livorno, n. 1785 - † 1854)
- Antonio Duprat, arcivescovo cattolico e cardinale francese (Issoire, n. 1463 - Nantouillet, † 1535)
- Antonio Guido Filipazzi, arcivescovo cattolico italiano (Melzo, n. 1963)
- Antonio Franco, arcivescovo cattolico italiano (Puglianello, n. 1937)
- Antonio Floro Frondosa, arcivescovo cattolico filippino (Dumalag, n. 1909 - † 1993)
- Antonio del Giudice, arcivescovo cattolico italiano (Casoria, n. 1913 - Baghdad, † 1982)
- Antonio Iannucci, arcivescovo cattolico italiano (Bolognano, n. 1914 - Pescara, † 2008)
- Antonio Augusto Intreccialagli, arcivescovo cattolico italiano (Monte Compatri, n. 1852 - Monreale, † 1924)
- Antonio Lanfranchi, arcivescovo cattolico e abate italiano (Grondone, n. 1946 - Modena, † 2015)
- Antonio Lanza, arcivescovo cattolico italiano (Castiglione Cosentino, n. 1905 - Reggio Calabria, † 1950)
- Antonio Lombardo, arcivescovo cattolico italiano († 1597)
- Antonio Martini, arcivescovo cattolico, letterato e biblista italiano (Prato, n. 1720 - Firenze, † 1809)
- Antonio Mattiazzo, arcivescovo cattolico italiano (Rottanova di Cavarzere, n. 1940)
- Antonio Mauro, arcivescovo cattolico italiano (Reggio Calabria, n. 1914 - Roma, † 2001)
- Antonio Mennini, arcivescovo cattolico italiano (Roma, n. 1947)
- Antonio Montero Moreno, arcivescovo cattolico spagnolo (Churriana de la Vega, n. 1928 - Siviglia, † 2022)
- Antonio Maria Mucciolo, arcivescovo cattolico italiano (Castel San Lorenzo, n. 1923 - San Paolo, † 2012)
- Antonio Nuzzi, arcivescovo cattolico italiano (Bojano, n. 1926 - Bojano, † 2016)
- Antonio Provana, arcivescovo cattolico italiano (n. 1577 - Torino, † 1640)
- Antonio Puoti, arcivescovo cattolico italiano (Napoli, n. 1715 - Napoli, † 1792)
- Antonio Ricciulli, arcivescovo cattolico italiano (Rogliano, n. 1582 - Napoli, † 1643)
- Antonio Salomone, arcivescovo cattolico italiano (Avellino, n. 1803 - Napoli, † 1872)
- Antonio Sangallo, arcivescovo cattolico italiano (Crotone - Santa Severina, † 1453)
- Antonio Santin, arcivescovo cattolico italiano (Rovigno, n. 1895 - Trieste, † 1981)
- Antonio Sbrolli, arcivescovo cattolico italiano (Piancastagnaio, n. 1828 - Roma, † 1888)
- Antonio Taffi, arcivescovo cattolico italiano (Farnese, n. 1897 - Roma, † 1970)
- Antonio Tani, arcivescovo cattolico italiano (Sogliano al Rubicone, n. 1888 - Roma, † 1966)
- Antonio Torrini, arcivescovo cattolico italiano (Pomino, n. 1878 - Lucca, † 1973)
- Antonio Maria Travia, arcivescovo cattolico italiano (Palermo, n. 1914 - Roma, † 2006)
- Antonio Maria Trigona, arcivescovo cattolico italiano (Catania, n. 1760 - Messina, † 1835)
- Antonio Valentini, arcivescovo cattolico italiano (Chieti, n. 1921 - Pescara, † 2001)
- Antonio Zama, arcivescovo cattolico italiano (Napoli, n. 1917 - Sorrento, † 1988)
- Antonio da Saluzzo, arcivescovo cattolico italiano (Saluzzo - Milano, † 1401)

## Arcivescovi ortodossi(1)
- Antonio IV di Costantinopoli, arcivescovo ortodosso bizantino († 1397)

## Armatori(1)
- Antonio Cosulich, armatore italiano (Lussinpiccolo, n. 1875 - Trieste, † 1957)

## Artigiani(6)
- Antonio Apparuti, artigiano italiano (Modena, n. 1797 - † 1844)
- Antonio Carra, artigiano e anarchico italiano (Parma, n. 1824 - Buenos Aires, † 1895)
- Antonio Galli, artigiano e orologiaio italiano (San Marcello, n. 1822 - Montecarotto, † 1893)
- Antonio Neri, artigiano italiano (Firenze, n. 1576 - Pisa, † 1614)
- Antonio Podrini, artigiano e orologiaio italiano (Sant'Angelo in Vado - † 1826)
- Antonio Quinquernell, artigiano e orologiaio italiano

## Artisti(6)
- Nino Aimone, artista italiano (Torino, n. 1932 - Chieri, † 2020)
- Antonio Barrese, artista e designer italiano (Milano, n. 1945)
- Antonio Biggi, artista, scultore e pittore italiano (Carrara, n. 1904 - Roma, † 1966)
- Antonio Dattilo Rubbo, artista e insegnante italiano (Napoli, n. 1870 - Sidney, † 1955)
- Antonio Nocera, artista, scultore e pittore italiano (Caivano, n. 1949)
- Antonio Macko Todisco, artista italiano (Monopoli, n. 1980)

## Assassini seriali(2)
- Antonio Boggia, serial killer italiano (Urio, n. 1799 - Milano, † 1862)
- Antonio Mantovani, serial killer italiano (Trevenzuolo, n. 1957 - Saluzzo, † 2003)

## Astrologi(1)
- Antonio Mizauld, astrologo e medico francese (Montluçon, n. 1510 - Parigi, † 1578)

## Astronomi(8)
- Antonio Abetti, astronomo e fisico italiano (San Pietro di Gorizia, n. 1846 - Arcetri, † 1928)
- Antonio Maria Antoniazzi, astronomo italiano (Collalto, n. 1872 - Padova, † 1925)
- Antonio Cagnoli, astronomo, matematico e diplomatico italiano (Zante, n. 1743 - Verona, † 1816)
- Antonio Colla, astronomo e meteorologo italiano (Parma, n. 1806 - Parma, † 1857)
- Antonio Garrigós Sánchez, astronomo spagnolo (Barcellona, n. 1961)
- Antonio Santucci, astronomo e scienziato italiano (Pomarance, n. 1550 - † 1613)
- Antonio Stucchi, astronomo italiano
- Antonio Vagnozzi, astronomo italiano (n. 1950)

## Atleti paralimpici(1)
- Antonio dei Nobili, atleta paralimpico italiano (n. 2001)

## Attivisti(2)
- Antonio Magarotto, attivista e educatore italiano (Pojana Maggiore, n. 1891 - Roma, † 1966)
- Antonio Sottosanti, attivista e militare italiano (Verpogliano, n. 1928 - Piazza Armerina, † 2004)

## Attori teatrali(13)
- Antonio Allegretti, attore teatrale italiano (Napoli, n. 1840 - Napoli, † 1899)
- Antonio Caldonazzi, attore teatrale, drammaturgo e regista teatrale italiano (Trento, n. 1968 - Trento, † 2010)
- Antonio Cristoforo Collalto-Mattiuzzi, attore teatrale e commediografo italiano (Vicenza, n. 1717 - Parigi, † 1778)
- Antonio Colomberti, attore teatrale e scrittore italiano (Viterbo, n. 1806 - Bologna, † 1892)
- Antonio Colonnello, attore teatrale e doppiatore italiano (Milano, n. 1938 - Roma, † 2005)
- Antonio Fava, attore teatrale, scrittore e drammaturgo italiano (Scandale, n. 1949)
- Bobèche, attore teatrale e circense francese (Parigi, n. 1791 - Rouen, † 1841)
- Antonio Martelli, attore teatrale italiano (Bologna - Venezia)
- Antonio Morrocchesi, attore teatrale italiano (San Casciano in Val di Pesa, n. 1768 - Firenze, † 1838)
- Antonio Petito, attore teatrale, drammaturgo e regista teatrale italiano (Napoli, n. 1822 - Napoli, † 1876)
- Antonio Provasio, attore teatrale italiano (Legnano, n. 1962)
- Antonio Sacco, attore teatrale italiano (Vienna, n. 1708 - † 1788)
- Antonio Stacchini, attore teatrale italiano (Livorno, n. 1822 - Firenze, † 1893)

## Autori televisivi(3)
- Antonio Baiocco, autore televisivo, regista e sceneggiatore italiano (Roma, n. 1959)
- Antonio Miglietta, autore televisivo e conduttore radiofonico italiano (Roma, n. 1954)
- Antonio Ricci, autore televisivo italiano (Albenga, n. 1950)

## Aviatori(11)
- Antonio Balasso, aviatore italiano (Schio, n. 1919 - Schio, † 1993)
- Antonio Bosio, aviatore italiano (Cremona, n. 1885 - Savona, † 1967)
- Antonio Forni, aviatore e marinaio italiano (Fombio, n. 1908 - Cielo del Mediterraneo Occidentale, † 1941)
- Antonio Gallus, aviatore e ufficiale italiano (Selargius, n. 1939 - Rivolto, † 1981)
- Antonio Locatelli, aviatore, politico e militare italiano (Bergamo, n. 1895 - Lechemti, † 1936)
- Antonio Longhini, aviatore italiano (Como, n. 1918 - Fontanelle, † 1944)
- Antonio Riva, aviatore italiano (Shanghai, n. 1896 - Pechino, † 1951)
- Antonio Trevigni, aviatore e militare italiano (Tripoli, n. 1917 - Sondalo, † 1942)
- Antonio Vellere, aviatore e militare italiano (Sarcedo, n. 1913 - Cielo del Mediterraneo, † 1942)
- Antonio Vizzotto, aviatore italiano (La Maddalena, n. 1909 - Sesto San Giovanni, † 1956)
- Antonio Zannetti, aviatore e militare italiano (Civitella di Romagna, n. 1912 - Littoria, † 1941)

## Avvocati(23)
- Antonio Barattucci, avvocato italiano (Teano, n. 1486 - Napoli, † 1561)
- Antonio Battaglia Avola, avvocato e politico italiano (Catania, n. 1811)
- Antonio Battaglia, avvocato e politico italiano (Termini Imerese, n. 1951)
- Antonio Bellia Strano, avvocato e politico italiano (Paternò, n. 1821 - † 1909)
- Antonio Belloni, avvocato e politico italiano (Rieti, n. 1934)
- Antonio Carpino, avvocato e politico italiano (Mariglianella, n. 1928 - Roma, † 1987)
- Antonio Catricalà, avvocato, magistrato e dirigente pubblico italiano (Catanzaro, n. 1952 - Roma, † 2021)
- Antonio Conti, avvocato e commediografo italiano (Acqualagna, n. 1897 - Pesaro, † 1968)
- Antonio Cristiani, avvocato e giurista italiano (Bologna, n. 1925 - Pisa, † 2007)
- Antonio De Vito, avvocato e politico italiano (Corbara, n. 1919 - † 2006)
- Antonio Delgado, avvocato e politico statunitense (Schenectady, n. 1977)
- Antonio Ferrer, avvocato e diplomatico spagnolo (Sant Feliu de Guíxols, n. 1564 - Milano, † 1634)
- Antonio Ingroia, avvocato, giornalista e ex magistrato italiano (Palermo, n. 1959)
- Antonio Ledezma, avvocato e politico venezuelano (San Juan de los Morros, n. 1955)
- Antonio Lorenzoni, avvocato, giurista e teorico della musica italiano (Montecchio Maggiore, n. 1755 - † 1840)
- Antonio Malaschini, avvocato italiano (Roma, n. 1947)
- Antonio Maura, avvocato e politico spagnolo (Palma di Maiorca, n. 1853 - Torrelodones, † 1925)
- Antonio Monni, avvocato e politico italiano (Orgosolo, n. 1895 - Nuoro, † 1979)
- Antonio Paolo Negri, avvocato, politico e nobile italiano (Milano, n. 1761 - Milano, † 1836)
- Antonio Palermo, avvocato, poeta e politico italiano (Riomaggiore, n. 1832 - La Spezia, † 1905)
- Antonio Ignacio de la Pedrosa y Guerrero, avvocato spagnolo
- Antonio Rusconi, avvocato, storico e archeologo italiano (Novara, n. 1829 - Novara, † 1889)
- Antonio del Hoyo, avvocato e dirigente sportivo spagnolo (Madrid, n. 1939 - Madrid, † 2014)

## Baritoni(9)
- Antonio Boyer, baritono italiano (Sulmona, n. 1932 - Roma, † 2020)
- Antonio Cotogni, baritono italiano (Roma, n. 1831 - Roma, † 1918)
- Antonio Galassi, baritono italiano (n. 1845 - † 1904)
- Antonio Magini Coletti, baritono italiano (Jesi, n. 1855 - Roma, † 1912)
- Antonio Manca Serra, baritono italiano (Cagliari, n. 1923 - Dublino, † 1956)
- Antonio Pini-Corsi, baritono italiano (Zara - Milano, † 1918)
- Antonio Salvadori, baritono italiano (Murano, n. 1949 - Dolo, † 2006)
- Antonio Scotti, baritono italiano (Napoli, n. 1866 - Napoli, † 1936)
- Antonio Superchi, baritono italiano (Parma, n. 1816 - Parma, † 1893)

## Bassi(5)
- Antonio Francesco Carli, basso italiano
- Antonio Montagnana, basso italiano (Venezia)
- Antonio Sabellico, basso italiano (Campomorto, n. 1858 - Milano, † 1934)
- Antonio Selva, basso italiano (Padova, n. 1824 - Padova, † 1889)
- Antonio Zerbini, basso italiano (Reggiolo, n. 1924 - Milano, † 1987)

## Bassi-baritoni(1)
- Antonio Tamburini, basso-baritono italiano (Faenza, n. 1800 - Nizza, † 1876)

## Bassisti(1)
- Tony Campos, bassista e cantante statunitense (Los Angeles, n. 1973)

## Batteriologi(1)
- Antonio Carini, batteriologo italiano (Sondrio, n. 1872 - Milano, † 1950)

## Batteristi(3)
- Antonio Bacciocchi, batterista, disc jockey e produttore discografico italiano (Piacenza, n. 1961)
- Tony Cicco, batterista, tastierista e cantante italiano (Napoli, n. 1949)
- Antonio Sánchez, batterista messicano (Città del Messico, n. 1971)

## Biologi(1)
- Antonio García-Bellido, biologo spagnolo (Madrid, n. 1936)

## Blogger(1)
- Antonio Tabet, blogger, attore e autore televisivo brasiliano (Rio de Janeiro, n. 1974)

## Bobbisti(6)
- Antonio Brancaccio, bobbista italiano (Napoli, n. 1940 - Hône, † 2021)
- Antonio De Sanctis, ex bobbista italiano (Alessandria, n. 1972)
- Antonio Dorini, bobbista italiano
- Antonio Gillarduzzi, bobbista italiano
- Marcantonio Stiffi, ex bobbista italiano (Lecce, n. 1967)
- Antonio Tartaglia, ex bobbista italiano (Casalbordino, n. 1968)

## Boia(1)
- Antonio López Sierra, boia spagnolo (Badajoz, n. 1913 - Madrid, † 1986)

## Botanici(7)
- Antonio Baldacci, botanico e geografo italiano (Bologna, n. 1867 - Bologna, † 1950)
- Antonio Bertoloni, botanico, naturalista e medico italiano (Sarzana, n. 1775 - Bologna, † 1868)
- Antonio Biondi, botanico italiano (Castelfalfi di Montaione, n. 1848 - Firenze, † 1929)
- Antonio Bottini, botanico italiano (Lucca, n. 1850 - Bagni di Lucca, † 1931)
- Antonio José Cavanilles, botanico spagnolo (Valencia, n. 1745 - Madrid, † 1804)
- Antonio Turra, botanico e medico italiano (Vicenza, n. 1730 - Vicenza, † 1796)
- Antonio de Bolòs y Vaireda, botanico spagnolo (n. 1889 - † 1975)

## Briganti(6)
- Antonio Colacino, brigante italiano (Tiriolo, n. 1787 - † 1811)
- Antonio Cozzolino, brigante italiano (Torre Annunziata, n. 1824 - Napoli, † 1870)
- Antonio Angelo Del Sambro, brigante italiano (San Marco in Lamis, n. 1827 - † 1862)
- Antonio Franco, brigante italiano (Francavilla in Sinni, n. 1832 - Potenza, † 1865)
- Antonio Gasbarrone, brigante italiano (Sonnino, n. 1793 - Abbiategrasso, † 1882)
- Antonio Locaso, brigante italiano (Abriola, n. 1841 - Castellaneta, † 1863)

## Cabarettisti(1)
- Antonio Pandolfo, cabarettista, attore e animatore italiano (Alcamo, n. 1975)

## Canoisti(1)
- Antonio Scaduto, canoista italiano (Augusta, n. 1977)

## Canottieri(8)
- Antonio Amato, canottiere italiano (Isole Tremiti, n. 1934 - Noicattaro, † 2021)
- Antonio Cattalinich, canottiere italiano (Zara, n. 1895 - Milano, † 1981)
- Antonio Cirillo, ex canottiere italiano (Castellammare di Stabia, n. 1975)
- Antonio Colamonici, canottiere italiano (Napoli, n. 1971)
- Antonio Garzoni Provenzani, canottiere italiano (Roma, n. 1906 - † 1989)
- Antonio Ghiardello, canottiere italiano (Santa Margherita Ligure, n. 1898 - Roma, † 1992)
- Antonio Vela, canottiere spagnolo (Mahón, n. 1872 - Barcellona, † 1950)
- Antonio Vicino, canottiere italiano (Napoli, n. 1995)

## Cantanti(23)
- Antonio Archilei, cantante, compositore e liutista italiano (Albano Laziale, n. 1542 - Firenze, † 1612)
- Tony Astarita, cantante italiano (Napoli, n. 1939 - Napoli, † 1998)
- Uccio Bandello, cantante italiano (Cutrofiano, n. 1917 - Cutrofiano, † 1998)
- Bassano, cantante italiano (Casalpusterlengo, n. 1946 - Casalpusterlengo, † 1992)
- Antonio Basurto, cantante italiano (Lecce, n. 1917 - Roma, † 2007)
- Little Tony, cantante e attore sammarinese (Tivoli, n. 1941 - Roma, † 2013)
- Antonio Cripezzi, cantante e tastierista italiano (Milano, n. 1946 - San Giovanni Teatino, † 2022)
- Antonio Da Costa, cantante e arrangiatore italiano (Gioia del Colle, n. 1951)
- Tony Dallara, cantante e personaggio televisivo italiano (Campobasso, n. 1936)
- Antonio Desole, cantante italiano (Ploaghe, n. 1898 - Sassari, † 1991)
- Gitano, cantante italiano (Tocco Caudio, n. 1960)
- El Pescaílla, cantante, chitarrista e compositore spagnolo (Barcellona, n. 1925 - Madrid, † 1999)
- Junior H, cantante messicano (Cerano, n. 2001)
- Anthony, cantante italiano (San Sebastiano al Vesuvio, n. 1989)
- Antonio Murro, cantante e musicista italiano (Napoli, n. 1960)
- Antonio Nuvoli, cantante italiano (Ploaghe, n. 1918 - Sassari, † 2012)
- Antonio Orozco, cantante e compositore spagnolo (L'Hospitalet de Llobregat, n. 1972)
- Antonio Piccininno, cantante italiano (Carpino, n. 1916 - Rodi Garganico, † 2016)
- Tony Rich, cantante e musicista statunitense (Detroit, n. 1971)
- Antonio Righetti, cantante e bassista italiano (Modena, n. 1964)
- Virgilio Savona, cantante, compositore e produttore discografico italiano (Palermo, n. 1919 - Milano, † 2009)
- Tony Bruni, cantante e attore teatrale italiano (Palermo, n. 1931 - Napoli, † 2009)
- Antonio Vasquez, cantante italiano (Canicattini Bagni, n. 1924 - † 1996)

## Cantanti lirici(1)
- Antonio Ambrosi, cantante lirico italiano (Venezia, n. 1786)

## Cantautori(16)
- Aiello, cantautore italiano (Cosenza, n. 1985)
- Mauro Nardi, cantautore e compositore italiano (Napoli, n. 1954)
- Antonio Buonomo, cantautore e attore italiano (Napoli, n. 1950)
- Tonino Carotone, cantautore spagnolo (Burgos, n. 1970)
- Tony Cucchiara, cantautore, attore e compositore italiano (Agrigento, n. 1937 - Roma, † 2018)
- Dimartino, cantautore italiano (Palermo, n. 1982)
- Diodato, cantautore italiano (Aosta, n. 1981)
- Antonio Flores, cantautore e attore spagnolo (Madrid, n. 1961 - Madrid, † 1995)
- Antonio Infantino, cantautore e poeta italiano (Sabaudia, n. 1944 - Firenze, † 2018)
- Irmão Lázaro, cantautore, compositore e politico brasiliano (Salvador de Bahia, n. 1966 - Feira de Santana, † 2021)
- Antonio Maggio, cantautore italiano (San Pietro Vernotico, n. 1986)
- Maldestro, cantautore, drammaturgo e regista italiano (Napoli, n. 1985)
- Antonio Ottaiano, cantautore e attore teatrale italiano (Napoli, n. 1968)
- Omega, cantautore dominicano (Bonao, n. 1979)
- Toni Santagata, cantautore, cabarettista e conduttore radiofonico italiano (Sant'Agata di Puglia, n. 1935 - Roma, † 2021)
- Antonello Venditti, cantautore italiano (Roma, n. 1949)

## Cavalieri(4)
- Antonio Franconi, cavaliere e circense italiano (Udine, n. 1737 - Parigi, † 1836)
- Antonio Hercolani Fava Simonetti, cavaliere italiano (Bologna, n. 1883 - Bologna, † 1962)
- Antonio Oppes, cavaliere e carabiniere italiano (Pozzomaggiore, n. 1916 - Firenze, † 2002)
- Antonio Pasquale di Borbone-Due Sicilie, cavaliere italiano (Palermo, n. 1816 - Napoli, † 1843)

## Ceramisti(1)
- Antonio De Fedeli, ceramista italiano (Pesaro)

## Chimici(6)
- Antonio Carpenè, chimico e enologo italiano (Brugnera, n. 1838 - Conegliano, † 1902)
- Antonio Ferretti, chimico e imprenditore italiano (Gavardo, n. 1889 - Milano, † 1955)
- Antonio Kramer, chimico italiano (Milano, n. 1806 - Tremezzo, † 1853)
- Antonio Selmi, chimico italiano (Vignola, n. 1826 - Serravalle Pistoiese, † 1904)
- Antonio Mario Tamburro, chimico italiano (Trieste, n. 1939 - Potenza, † 2009)
- Antonio Targioni Tozzetti, chimico e botanico italiano (Firenze, n. 1785 - Firenze, † 1856)

## Chirurghi(3)
- Antonio Carle, chirurgo e patologo italiano (Chiusa di Pesio, n. 1854 - Torino, † 1927)
- Antonio Filippo Ciucci, chirurgo italiano (Arezzo, n. 1627 - Foligno, † 1695)
- Antonio de Gimbernat, chirurgo e anatomista spagnolo (Cambrils, n. 1734 - Madrid, † 1816)

## Chitarristi(5)
- Juan Breva, chitarrista e compositore spagnolo (Vélez-Málaga, n. 1844 - Málaga, † 1918)
- Antonio Nava, chitarrista e compositore italiano (Milano, n. 1775 - Milano, † 1826)
- Toquinho, chitarrista, cantante e compositore brasiliano (San Paolo, n. 1946)
- Rayito, chitarrista, cantante e produttore discografico spagnolo (Madrid, n. 1982)
- Antonio Tarantino, chitarrista italiano (San Paolo Bel Sito, n. 1964)

## Ciclisti su strada(39)
- Antonio Andretta, ciclista su strada italiano (Tombolo, n. 1909 - Cittadella, † 1966)
- Antonio Ausenda, ciclista su strada italiano (Brivio, n. 1926 - Brivio, † 1992)
- Antonio Bailetti, ex ciclista su strada e pistard italiano (Bosco di Nanto, n. 1937)
- Antonio Barać, ex ciclista su strada croato (Livno, n. 1997)
- Antonio Barrutia, ciclista su strada, ciclocrossista e dirigente sportivo spagnolo (Iurreta, n. 1933 - † 2021)
- Antonio Bertola, ciclista su strada e pistard italiano (Sossano, n. 1914 - Buenos Aires, † 1967)
- Antonio Bevilacqua, ciclista su strada e pistard italiano (Santa Maria di Sala, n. 1918 - Mestre, † 1972)
- Antonio Bucciero, ex ciclista su strada italiano (Napoli, n. 1982)
- Antonio Candini, ciclista su strada italiano (Cento, n. 1892 - Pesaro, † 1970)
- Antonio Coll, ex ciclista su strada spagnolo (Sabadell, n. 1959)
- Antonio Colom, ex ciclista su strada spagnolo (Bunyola, n. 1978)
- Antonio Covolo, ciclista su strada, ciclocrossista e dirigente sportivo italiano (Salcedo, n. 1920 - Bordighera, † 2001)
- Antonio Cruz, ex ciclista su strada statunitense (Long Beach, n. 1971)
- Antonio Escuriet, ciclista su strada spagnolo (Saragozza, n. 1909 - Castellar de la Ribera, † 1998)
- Eric Fagúndez, ciclista su strada uruguaiano (Vergara, n. 1998)
- Antonio Fanelli, ex ciclista su strada, pistard e dirigente sportivo italiano (Bari, n. 1966)
- Antonio Folco, ciclista su strada italiano (Pinerolo, n. 1909 - Carmagnola, † 1983)
- Antonio Gelabert, ciclista su strada spagnolo (Santa Maria del Camí, n. 1921 - Palma di Maiorca, † 1956)
- Antonio Gómez del Moral, ciclista su strada spagnolo (Cabra, n. 1939 - Siviglia, † 2021)
- Antonio Jiménez Quiles, ciclista su strada spagnolo (Granada, n. 1934 - Granada, † 2023)
- Antonio Karmany, ex ciclista su strada spagnolo (Sant Joan, n. 1934)
- Antonio Martos, ex ciclista su strada spagnolo (Guadalcázar, n. 1946)
- Antonio Martín Velasco, ciclista su strada spagnolo (Madrid, n. 1970 - Torrelaguna, † 1994)
- Antonio Menéndez, ex ciclista su strada spagnolo (Cangas del Narcea, n. 1946)
- Antonio Molina, ex ciclista su strada spagnolo (Jávea, n. 1991)
- Antonio Montes, ciclista su strada spagnolo (Siviglia, n. 1911 - Bellavista, † 1984)
- Antonio Negrini, ciclista su strada e pistard italiano (Molare, n. 1903 - Molare, † 1994)
- Antonio Nibali, ex ciclista su strada italiano (Messina, n. 1992)
- Antonio Pedrero, ciclista su strada spagnolo (Terrassa, n. 1991)
- Antonio Pesenti, ciclista su strada italiano (Zogno, n. 1908 - Bergamo, † 1968)
- Antonio Piedra, ex ciclista su strada spagnolo (Siviglia, n. 1985)
- Antonio Puppio, ex ciclista su strada italiano (Gallarate, n. 1999)
- Antonio Salutini, ex ciclista su strada e dirigente sportivo italiano (Livorno, n. 1947)
- Antonio Santoro, ex ciclista su strada italiano (Potenza, n. 1989)
- Antonio Jesús Soto, ciclista su strada spagnolo (Alcantarilla, n. 1994)
- Antonio Suárez, ciclista su strada spagnolo (Madrid, n. 1932 - Madrid, † 1981)
- Antonio Tecchio, ciclista su strada italiano (Vicenza, n. 1894)
- Antonio Tiberi, ciclista su strada italiano (Frosinone, n. 2001)
- Antonio Uliana, ciclista su strada italiano (Carpesica, n. 1931 - Vittorio Veneto, † 2018)

## Ciclocrossisti(1)
- Antonio Saronni, ex ciclocrossista italiano (Olengo, n. 1956)

## Collaboratori di giustizia(1)
- Antonio Savasta, collaboratore di giustizia e ex brigatista italiano (Roma, n. 1955)

## Comici(4)
- Toni Bonji, comico e cabarettista italiano (Lecce, n. 1977)
- Antonio Cornacchione, comico, cabarettista e attore italiano (Montefalcone nel Sannio, n. 1959)
- Antonio Giuliani, comico, cabarettista e attore italiano (Roma, n. 1967)
- Teo Teocoli, comico, imitatore e cabarettista italiano (Taranto, n. 1945)

## Compositori di scacchi(2)
- Antonio Bottacchi, compositore di scacchi italiano (Algeri, n. 1900 - Cannero Riviera, † 1969)
- Antonio Piatesi, compositore di scacchi italiano (Imola, n. 1903 - Imola, † 1986)

## Condottieri(16)
- Antonio I da Correggio, condottiero e politico italiano (Correggio - Brescello, † 1474)
- Ciarpellone, condottiero italiano (Fermo, † 1444)
- Antonio Doria, condottiero e nobile italiano (Genova)
- Antonio da Pontedera, condottiero italiano (Pontedera - Priverno, † 1436)
- Antonio Gonzaga, condottiero italiano († 1496)
- Antonio de Leyva, condottiero e nobile spagnolo (Leiva, n. 1480 - Aix-en-Provence, † 1536)
- Antonio Martelli, condottiero italiano (Firenze, n. 1534 - † 1618)
- Antonio II da Montefeltro, condottiero italiano (Urbino, n. 1348 - Urbino, † 1404)
- Antonio I da Montefeltro, condottiero italiano (Urbino - Urbino)
- Antonio da Montefeltro, condottiero italiano (Urbino, n. 1445 - Gubbio, † 1500)
- Antonio Maria Pallavicino, condottiero e politico italiano (Busseto - Amboise, † 1516)
- Antonio Maria Sanseverino, condottiero italiano (Milano, † 1509)
- Antonio Savonarola, condottiero italiano (Padova)
- Antonio Trivulzio, condottiero italiano (Milano - Milano, † 1454)
- Moretto da San Nazzaro, condottiero italiano (Sannazzaro de' Burgondi - † 1455)
- Antonio del Carretto, condottiero e nobile italiano (Sicilia)

## Conduttori radiofonici(1)
- Tony Severo, conduttore radiofonico e pubblicitario italiano (Portici, n. 1961)

## Conduttori televisivi(1)
- Anthony Peth, conduttore televisivo italiano (Alghero, n. 1985)

## Contrabbassisti(1)
- Antonio Semiglia, contrabbassista e chitarrista italiano (Sanremo, n. 1868 - Sanremo, † 1928)

## Contralti(1)
- Antonio Bernacchi, contralto italiano (Bologna, n. 1685 - Bologna, † 1756)

## Coreografi(1)
- Antonio Rinaldi, coreografo italiano (Napoli)

## Costituzionalisti(1)
- Antonio Baldassarre, costituzionalista italiano (Foligno, n. 1940)

## Costumisti(1)
- Antonio Castillo, costumista e stilista spagnolo (Madrid, n. 1908 - Madrid, † 1984)

## Criminali(2)
- Antonio Mancini, criminale e collaboratore di giustizia italiano (Castiglione a Casauria, n. 1948)
- Antonio Persona, criminale e medico italiano (Roma, n. 1475 - Roma, † 1505)

## Criminologi(1)
- Antonio Beristain Ipiña, criminologo spagnolo (Medina de Rioseco, n. 1924 - San Sebastián, † 2009)

## Critici letterari(6)
- Antonio Belloni, critico letterario italiano (Padova, n. 1868 - Bergamo, † 1934)
- Antonio Caronia, critico letterario italiano (Genova, n. 1944 - Milano, † 2013)
- Antonio Di Grado, critico letterario e saggista italiano (Catania, n. 1949)
- Antonio Piromalli, critico letterario, scrittore e poeta italiano (Maropati, n. 1920 - Polistena, † 2003)
- Antonio Russi, critico letterario italiano (Napoli, n. 1916 - Pisa, † 2005)
- Antonio Saccone, critico letterario italiano (Caserta, n. 1949)

## Cuochi(5)
- Antonio Carluccio, cuoco, imprenditore e personaggio televisivo italiano (Vietri sul Mare, n. 1937 - Londra, † 2017)
- Antonio Latini, cuoco italiano (Fabriano, n. 1642 - Napoli, † 1696)
- Antonio Mattei, pasticciere italiano (Prato, n. 1820 - Prato, † 1885)
- Antonio Mellino, cuoco italiano (Buenos Aires, n. 1956)
- Antonio Nebbia, cuoco italiano (n. 1723 - Macerata, † 1786)

## Curatori editoriali(1)
- Antonio Franchini, curatore editoriale e scrittore italiano (Napoli, n. 1958)

## Danzatori(3)
- Tony Azito, ballerino e attore statunitense (New York, n. 1948 - Manhattan, † 1995)
- Antonio Gades, danzatore, coreografo e politico spagnolo (Elda, n. 1936 - Madrid, † 2004)
- Antonio Ruiz Soler, ballerino, coreografo e attore spagnolo (Siviglia, n. 1921 - Madrid, † 1996)

## Designer(1)
- Antonio Citterio, designer e architetto italiano (Meda, n. 1950)

## Diplomatici(11)
- Antonio Bernardini, diplomatico italiano (Barletta, n. 1957)
- Antonio Boldù, diplomatico e politico italiano (Venezia - Genova, † 1497)
- Antonio Cavicchioni, diplomatico e imprenditore italiano (San Felice sul Panaro, n. 1879 - Bologna, † 1958)
- Antonio Chiaramonte Bordonaro, diplomatico italiano (Palermo, n. 1877 - Londra, † 1932)
- Antonio d'Alessandro, diplomatico italiano (Napoli)
- Antonio Gómez Restrepo, diplomatico, poeta e saggista colombiano (Bogotà, n. 1869 - Bogotà, † 1947)
- Antonio Marazzi, diplomatico e antropologo italiano (Crema, n. 1845 - Moscazzano, † 1931)
- Antonio Puri Purini, diplomatico e saggista italiano (Atene, n. 1942 - Roma, † 2013)
- Antonio Rincon, diplomatico spagnolo (Rivoli, † 1541)
- Antonio Zanardi Landi, diplomatico e ambasciatore italiano (Udine, n. 1950)
- Antonio de Guzmán Zúñiga y Sotomayor, diplomatico spagnolo (Siviglia, n. 1514 - Milano, † 1580)

## Direttori d'orchestra(3)
- Antonio Guarnieri, direttore d'orchestra, compositore e violoncellista italiano (Venezia, n. 1880 - Milano, † 1952)
- Antonio Modarelli, direttore d'orchestra e compositore statunitense (Braddock, Pennsylvania, n. 1894 - Charleston, † 1954)
- Antonio Pappano, direttore d'orchestra britannico (Epping, n. 1959)

## Direttori della fotografia(3)
- Antonio Belviso, direttore della fotografia italiano (Cerignola, n. 1910 - Roma, † 1999)
- Antonio Climati, direttore della fotografia e regista italiano (Roma, n. 1931 - Roma, † 2015)
- Antonio Secchi, direttore della fotografia e regista italiano (Sampierdarena, n. 1924 - Ponte di Legno, † 2013)

## Dirigenti d'azienda(8)
- Antonio Baravalle, dirigente d'azienda italiano (Torino, n. 1964)
- Antonio Stefano Benni, dirigente d'azienda e politico italiano (Cuneo, n. 1880 - Losanna, † 1945)
- Antonio Bulgheroni, ex dirigente d'azienda, ex cestista e dirigente sportivo italiano (Varese, n. 1943)
- Antonio Campo Dall'Orto, dirigente d'azienda italiano (Conegliano, n. 1964)
- Antonio Coppi, dirigente d'azienda e politico italiano (Traves, n. 1916 - † 1997)
- Antonio Filosa, dirigente d'azienda italiano (Castellammare di Stabia, n. 1973)
- Antonio Martusciello, dirigente d'azienda e politico italiano (Napoli, n. 1962)
- Antonio Patuelli, dirigente d'azienda, giornalista e politico italiano (Bologna, n. 1951)

## Dirigenti pubblici(1)
- Claudio Scajola, dirigente pubblico e politico italiano (Imperia, n. 1948)

## Dirigenti sportivi(19)
- Antonio Busini, dirigente sportivo e calciatore italiano (Padova, n. 1904 - Riccione, † 1975)
- Toni Cappellari, dirigente sportivo e allenatore di pallacanestro italiano (Milano, n. 1948)
- Antonio Comi, dirigente sportivo e ex calciatore italiano (Seveso, n. 1964)
- Antonio Criniti, dirigente sportivo, allenatore di calcio e ex calciatore italiano (Pinerolo, n. 1970)
- Antonio De Vitis, dirigente sportivo, allenatore di calcio e ex calciatore italiano (Lecce, n. 1964)
- Antonio Espinós, dirigente sportivo spagnolo (Bilbao, n. 1947)
- Antonio Fusi, dirigente sportivo e ex ciclista su strada italiano (Lurago d'Erba, n. 1956)
- Antonio Galardo, dirigente sportivo e ex calciatore italiano (Crotone, n. 1976)
- Antonio Giraudo, dirigente sportivo italiano (Torino, n. 1946)
- Antonio Obbedio, dirigente sportivo e ex calciatore italiano (Foggia, n. 1969)
- Antonio Pavanello, dirigente sportivo e ex rugbista a 15 italiano (Agordo, n. 1982)
- Antonio Percassi, dirigente sportivo, imprenditore e ex calciatore italiano (Clusone, n. 1953)
- Antonio Scamoni, dirigente sportivo, arbitro di calcio e calciatore italiano (Cremona, n. 1886 - Torino, † 1977)
- Antonio Libero Scarpa, dirigente sportivo e allenatore di calcio italiano (Venezia)
- Antonio Tempestilli, dirigente sportivo, allenatore di calcio e ex calciatore italiano (Campli, n. 1959)
- Antonio Terracciano, dirigente sportivo, ex calciatore e allenatore di calcio italiano (Verona, n. 1966)
- Antonio Vernole, dirigente sportivo italiano (n. 1937)
- Antonio Zito, dirigente sportivo e ex calciatore italiano (Napoli, n. 1986)
- Antonio dos Reis Carneiro, dirigente sportivo brasiliano (n. 1899 - † 1984)

## Disc jockey(1)
- Antonio Ferrari, disc jockey italiano (Bastia Umbra, n. 1957)

## Disegnatori(2)
- Antonio Lazzari, disegnatore e incisore italiano (Mestre, n. 1798 - Venezia, † 1834)
- Antonio Rubino, disegnatore italiano (Sanremo, n. 1880 - Bajardo, † 1964)

## Dogi(7)
- Antonio Da Passano, doge (Genova, n. 1599 - Genova, † 1681)
- Antonio Grimaldi Cebà, doge (Genova, n. 1534 - Genova, † 1599)
- Antonio Grimaldi, doge (Genova, n. 1640 - Genova, † 1717)
- Antonio Guarco, doge (Cesino, n. 1360 - Pavia, † 1405)
- Antonio Montaldo, doge (Asti, n. 1368 - Genova, † 1398)
- Antonio Priuli, doge (Venezia, n. 1548 - Venezia, † 1623)
- Antonio Venier, doge (Venezia, † 1400)

## Doppiatori(2)
- Antonio Palumbo, doppiatore, dialoghista e direttore del doppiaggio italiano (Pompei, n. 1964)
- Antonio Sanna, doppiatore italiano (Siligo, n. 1950)

## Drammaturghi(7)
- Antonio Buero Vallejo, drammaturgo spagnolo (Guadalajara, n. 1916 - Madrid, † 2000)
- Antonio Cavallerino, drammaturgo italiano (Modena - Modena, † 1598)
- Antonio Garau, commediografo italiano (Oristano, n. 1907 - † 1988)
- Antonio García Gutiérrez, drammaturgo spagnolo (Chiclana de la Frontera, n. 1813 - Madrid, † 1884)
- Antonio Somma, drammaturgo, librettista e poeta italiano (Udine, n. 1809 - Venezia, † 1864)
- Antonio Tarantino, drammaturgo e pittore italiano (Bolzano, n. 1938 - Torino, † 2020)
- Antonio de Solís, drammaturgo e storico spagnolo (Alcalá de Henares, n. 1610 - Madrid, † 1686)

## Economisti(15)
- Antonio De Viti De Marco, economista e politico italiano (Lecce, n. 1858 - Roma, † 1943)
- Antonio Fazio, economista italiano (Alvito, n. 1936)
- Antonio Graziadei, economista e politico italiano (Imola, n. 1873 - Genova, † 1953)
- Antonio Marzano, economista e ex politico italiano (Roma, n. 1935)
- Antonio Massarutto, economista italiano (Udine, n. 1964)
- Antonio Mele, economista italiano (Roma, n. 1967)
- Antonio Nicita, economista italiano (Siracusa, n. 1968)
- Antonio Ortiz Mena, economista messicano (Parral, n. 1907 - Città del Messico, † 2007)
- Antonio Pedone, economista italiano (Squinzano, n. 1936)
- Antonio Pesenti, economista e politico italiano (Verona, n. 1910 - Roma, † 1973)
- Antonio Piola, economista italiano (Alessandria, n. 1794 - Torino, † 1868)
- Antonio Ponsiglioni, economista e politico italiano (Cagliari, n. 1842 - Genova, † 1907)
- Antonio Renzi, economista italiano (Isoletta, n. 1895 - Ariccia, † 1972)
- Antonio Scialoja, economista e politico italiano (San Giovanni a Teduccio, n. 1817 - Procida, † 1877)
- Antonio Serra, economista e filosofo italiano (Dipignano - Napoli)

## Editori(5)
- Antonio Barre, editore e compositore italiano (Langres - Roma, † 1579)
- Antonio Lafreri, editore francese (Orgelet, n. 1512 - Roma, † 1577)
- Antonio Morano, editore italiano (Monterosso Calabro, n. 1832 - Napoli)
- Antonio Zamora, editore, giornalista e politico spagnolo (Huércal-Overa, n. 1896 - Buenos Aires, † 1976)
- Antonio Zatta, editore, cartografo e tipografo italiano (Venezia, n. 1722 - Venezia, † 1804)

## Egittologi(1)
- Antonio Loprieno, egittologo italiano (Bari, n. 1955)

## Entomologi(3)
- Antonio Berlese, entomologo italiano (Padova, n. 1863 - Firenze, † 1927)
- Antonio Servadei, entomologo italiano (Bologna, n. 1908 - Padova, † 1979)
- Antonio Villa, entomologo italiano (Milano, n. 1806 - Milano, † 1885)

## Esploratori(3)
- Antonio Cecchi, esploratore italiano (Pesaro, n. 1849 - Lafolè, † 1896)
- Antonio Oneto, esploratore e navigatore italiano (Chiavari, n. 1826 - Puerto Deseado, † 1885)
- Antônio Raposo Tavares, esploratore portoghese (São Miguel do Pinheiro, n. 1598 - San Paolo, † 1658)

## Falsari(1)
- Antonio Lupián Zapata, falsario spagnolo (Ibiza, † 1667)

## Fantini(11)
- Antonio Bianchi, fantino italiano (San Giovanni Valdarno, n. 1825 - San Giovanni Valdarno, † 1900)
- Antonio Corgnolini, fantino italiano (Arezzo, n. 1707)
- Antonio Giorgi, fantino italiano (Cinigiano, n. 1935)
- Antonio Giovannetti, fantino italiano
- Antonio Guasqui, fantino italiano (Fucecchio, n. 1829 - Fucecchio, † 1851)
- Antonio Salmoria, fantino italiano (Castelfiorentino, n. 1842)
- Antonio Siri, fantino italiano (Burgos, n. 1986)
- Antonio Trinetti, fantino italiano (Allumiere, n. 1936 - Allumiere, † 1992)
- Antonio Vigni, fantino italiano (Monteroni d'Arbia, n. 1732)
- Antonio Villella, fantino italiano (Civitavecchia, n. 1976)
- Antonio Zedde, fantino italiano (Noragugume, n. 1942)

## Farmacisti(1)
- Antonio Imbesi, farmacista e farmacologo italiano (Scilla, n. 1912 - Messina, † 2000)

## Filologi(8)
- Antonio Maria Biscioni, filologo, bibliotecario e religioso italiano (Firenze, n. 1674 - Firenze, † 1756)
- Antonio Fiammazzo, filologo e insegnante italiano (Fonzaso, n. 1851 - Fonzaso, † 1937)
- Antonio Gargano, filologo, critico letterario e ispanista italiano (Taranto, n. 1947 - Napoli, † 2024)
- Antonio Garzya, filologo classico e bizantinista italiano (Tuturano, n. 1927 - Telese Terme, † 2012)
- Antonio Lanza, filologo e storico della letteratura italiano (Roma, n. 1949)
- Antonio Panaino, filologo e iranista italiano (Busto Arsizio, n. 1961)
- Antonio Restori, filologo e critico letterario italiano (Pontremoli, n. 1859 - San Lazzaro Parmense, † 1928)
- Antonio Viscardi, filologo e critico letterario italiano (Venezia, n. 1900 - Bellano, † 1972)

## Filosofi(17)
- Antonio Aliotta, filosofo italiano (Palermo, n. 1881 - Napoli, † 1964)
- Antonio Carulli, filosofo e saggista italiano (Bari, n. 1983)
- Antonio Cicero, filosofo, paroliere e poeta brasiliano (Rio de Janeiro, n. 1945 - Zurigo, † 2024)
- Antonio Banfi, filosofo, politico e critico letterario italiano (Vimercate, n. 1886 - Milano, † 1957)
- Antonio Capizzi, filosofo e storico italiano (Genova, n. 1926 - Roma, † 2003)
- Antonio de Capmany y de Montpalau, filosofo, economista e storico spagnolo (Barcellona, n. 1742 - Cadice, † 1813)
- Antonio Catara Lettieri, filosofo italiano (Messina, n. 1809 - Messina, † 1884)
- Antonio Delogu, filosofo italiano (Nuoro, n. 1942)
- Antonio Labriola, filosofo italiano (Cassino, n. 1843 - Roma, † 1904)
- Toni Negri, filosofo, politologo e attivista italiano (Padova, n. 1933 - Parigi, † 2023)
- Antonio Pelacani, filosofo e medico italiano (Parma - Verona, † 1327)
- Antonio Persio, filosofo italiano (Matera, n. 1543 - Roma, † 1612)
- Antonio Rocco, filosofo e scrittore italiano (Scurcola Marsicana, n. 1586 - Venezia, † 1652)
- Antonio Rosmini, filosofo, teologo e presbitero italiano (Rovereto, n. 1797 - Stresa, † 1855)
- Antonio Santucci, filosofo italiano (Mira, n. 1926 - Bologna, † 2006)
- Antonio Sarno, filosofo italiano (Napoli, n. 1887 - † 1932)
- Antonio Tari, filosofo, scrittore e critico musicale italiano (Villa Santa Maria Maggiore, n. 1809 - Napoli, † 1884)

## Fisici(13)
- Antonio Barone, fisico italiano (Napoli, n. 1939 - Napoli, † 2011)
- Antonio Borsellino, fisico italiano (Reggio Calabria, n. 1915 - Trieste, † 1992)
- Antonio Francesco Campana, fisico e medico italiano (Ferrara, n. 1751 - Ferrara, † 1832)
- Antonio Carrelli, fisico italiano (Napoli, n. 1900 - Napoli, † 1980)
- Antonio Cima, fisico italiano (Cagliari, n. 1812 - Udine, † 1877)
- Antonio Crivelli, fisico italiano (Milano, n. 1783 - Milano, † 1829)
- Antonio Ereditato, fisico italiano (Napoli, n. 1955)
- Antonio Garbasso, fisico e politico italiano (Vercelli, n. 1871 - Firenze, † 1933)
- Antonio Restivo, fisico italiano (Palermo, n. 1945)
- Antonio Roiti, fisico italiano (Argenta, n. 1843 - Roma, † 1921)
- Antonio Rostagni, fisico italiano (Novara, n. 1903 - Padova, † 1988)
- Antonio Schinella Conti, fisico e matematico italiano (Padova, n. 1677 - Padova, † 1749)
- Antonio Stanghellini, fisico italiano (Forlimpopoli, n. 1931 - † 1964)

## Fondisti(2)
- Tonino Biondini, fondista italiano (Frassinoro, n. 1945 - Frassinoro, † 1983)
- Antonio Schenatti, fondista italiano (Chiesa in Valmalenco, n. 1935 - Chiesa in Valmalenco, † 2004)

## Fotografi(4)
- Antonio Boggeri, fotografo e pubblicitario italiano (Pavia, n. 1900 - Santa Margherita Ligure, † 1989)
- Antonio Campostano, fotografo italiano (Genova, n. 1877 - Genova, † 1965)
- Fratelli D'Alessandri, fotografo italiano (L'Aquila, n. 1818 - Roma, † 1893)
- Antonio Faccilongo, fotografo italiano (Roma, n. 1979)

## Francescani(6)
- Antonio da Stroncone, francescano italiano (Stroncone - Assisi, † 1461)
- Antonio da Vercelli, francescano, predicatore e scrittore italiano (Balocco - Orvieto, † 1483)
- Antonio Bonfadini, francescano italiano (Ferrara - Cotignola, † 1482)
- Antonio Primaldo Coco, francescano e storico italiano (Francavilla Fontana, n. 1879 - Taranto, † 1962)
- Antonio Pagani, francescano italiano (Venezia, n. 1526 - Vicenza, † 1589)
- Antonio Trombetta, francescano e arcivescovo cattolico italiano (Padova, n. 1436 - Padova, † 1517)

## Francesisti(1)
- Antonio Prete, francesista, critico letterario e poeta italiano (Copertino, n. 1939)

## Funzionari(10)
- Antonio Lattarulo, funzionario italiano (Bisaccia, n. 1925 - Firenze, † 2013)
- Antonio Lorenzini, funzionario italiano (Lama Mocogno, n. 1894 - Lama Mocogno, † 1966)
- Antonio Malusardi, prefetto e politico italiano (Vespolate, n. 1818 - Vespolate, † 1891)
- Antonio de' Nobili, funzionario italiano (Firenze, † 1562)
- Antonio Nomis di Pollone, funzionario e politico italiano (Torino, n. 1799 - Torino, † 1866)
- Antonio Preto, funzionario, avvocato e politico italiano (Valdagno, n. 1965 - Negrar, † 2016)
- Antonio Tripoti, funzionario e patriota italiano (Teramo, n. 1809 - Teramo, † 1872)
- Antonio Francesco Valenti, funzionario e arcivescovo cattolico italiano (Trevi, n. 1668 - Roma, † 1731)
- Cesare Vittorelli, funzionario e prefetto italiano (Schio, n. 1886 - Catania, † 1967)
- Antonio di Borgogna, funzionario francese (Lizy, n. 1421 - Calais, † 1504)

## Gastronomi(1)
- Antonio Palazzi, gastronomo italiano (Fano, n. 1936 - Vittorio Veneto, † 2020)

## Generali(44)
- Antonio Amantea, generale e aviatore italiano (Lecce, n. 1894 - Lecce, † 1983)
- Antonio Araldi, generale e politico italiano (Carpi, n. 1819 - Bologna, † 1891)
- Antonio Aranda Mata, generale spagnolo (Leganés, n. 1888 - Madrid, † 1979)
- Antonio Baldissera, generale italiano (Padova, n. 1838 - Firenze, † 1917)
- Antonio Barbaro, generale e politico italiano (Venezia, n. 1627 - Venezia, † 1679)
- Antonio Basso, generale italiano (Napoli, n. 1881 - Roma, † 1958)
- Antonio Bertoletti, generale italiano (Milano, n. 1775 - Vienna, † 1846)
- Antonio Bonfanti, generale italiano (Milano, n. 1768 - Milano, † 1851)
- Antonio Cantore, generale italiano (Sampierdarena, n. 1860 - Tofana di Rozes, † 1915)
- Antonio Carafa, generale italiano (Torrepaduli, n. 1642 - Vienna, † 1693)
- Antonio Cerbino, generale italiano (Grottaglie, n. 1894)
- Antonio Conserva, generale italiano (Taranto, n. 1963)
- Antonio Dal Fabbro, generale italiano (Milano, n. 1866 - Belluno, † 1929)
- Antonio Sancho Dávila de Toledo y Colonna, generale e politico spagnolo (Madrid, n. 1590 - Madrid, † 1666)
- Antonio Franceschini, generale italiano (Spello, n. 1889 - Perugia, † 1952)
- Antonio Gandin, generale italiano (Avezzano, n. 1891 - Cefalonia, † 1943)
- Antonio Gualano, generale italiano (Castel San Vincenzo, n. 1899 - Roma, † 1983)
- Antonio Lippi, generale e aviatore italiano (Torremaggiore, n. 1900 - Palermo, † 1957)
- Antonio López de Santa Anna, generale e politico messicano (Xalapa, n. 1794 - Città del Messico, † 1876)
- Antonio Luna, generale, farmacista e scienziato filippino (Manila, n. 1866 - Cabanatuan, † 1899)
- Antonio Luridiana, generale italiano (Pattada, n. 1888 - Livorno, † 1957)
- Antonio López de Ayala y Velasco, generale e politico spagnolo († 1708)
- Antonio Maceo Grajales, generale e politico cubano (Santiago di Cuba, n. 1845 - Punta Brava, † 1896)
- Antonio Stefano Martini, generale, ammiraglio e diplomatico austriaco (Szekler Neumarkt, n. 1792 - Napoli, † 1861)
- Antonio Massidda, generale italiano (Sassari, n. 1804)
- Antonio Miani, generale italiano (Milano, n. 1864 - Domaso, † 1933)
- Antonio Moscatelli, generale e aviatore italiano (Pesaro, n. 1905 - † 1959)
- Antonio Pappalardo, generale e politico italiano (Palermo, n. 1946)
- Antonio Passarelli, generale italiano (Matera, n. 1887 - Terni, † 1943)
- Antonio Pelliccia, generale, aviatore e storico italiano (Santa Maria Capua Vetere, n. 1921 - Roma, † 2016)
- Antonio Pio, generale e nobile italiano (Carpi - Costabissara, † 1513)
- Antonio Quintana, generale italiano (Gallipoli, n. 1940)
- Antonio Ricciardi, generale italiano (Napoli, n. 1953)
- Antonio Rizzo, generale italiano (Caccuri, n. 1885 - Trieste, † 1951)
- Antonio Scaramuzza, generale italiano (Venezia, n. 1902 - Verona, † 1972)
- Antonio Scuero, generale e politico italiano (Carrù, n. 1885 - Montechiaro d'Asti, † 1960)
- Antonio Sorice, generale e politico italiano (Nola, n. 1897 - Roma, † 1971)
- Antonio Subranni, generale italiano (Termoli, n. 1932 - Roma, † 2024)
- Antonio Susini, generale italiano (La Maddalena, n. 1819 - Genova, † 1900)
- Antonio Calà Ulloa, generale e saggista italiano (Napoli, n. 1807 - Napoli, † 1889)
- Antonio Viesti, generale italiano (Ostuni, n. 1933 - Roma, † 2014)
- Antonio Zangrandi, generale e aviatore italiano (Cremona, n. 1921 - Padova, † 1993)
- Antonio José de Sucre, generale, politico e patriota venezuelano (Cumaná, n. 1795 - Barruecos, † 1830)
- Antonio Ferrari, generale italiano (Stazzano, n. 1816 - Genova, † 1886)

## Genetisti(1)
- Antonio Michele Stanca, genetista italiano (Soleto, n. 1942 - Vaio di Fidenza, † 2020)

## Geografi(6)
- Antonio Leopoldo Basso, geografo e antifascista italiano (Moltrasio, n. 1902 - Milano, † 1976)
- Antonio Boccia, geografo, militare e storico italiano (Madrid, n. 1741 - Parma, † 1807)
- Antonio Chiusole, geografo italiano (Villa Lagarina, n. 1679 - Rovereto, † 1755)
- Antonio Raimondi, geografo italiano (Milano, n. 1824 - San Pedro de Lloc, † 1890)
- Antonio Snider-Pellegrini, geografo francese (n. 1802 - † 1885)
- Antonio Renato Toniolo, geografo italiano (Pisa, n. 1881 - Bologna, † 1955)

## Geologi(5)
- Antonio Amary, geologo italiano (Teramo, n. 1816 - L'Aquila, † 1857)
- Antonio Lazzari, geologo italiano (Castro, n. 1905 - Napoli, † 1979)
- Antonio Pietrantoni, geologo italiano (Celano, n. 1874 - Avezzano, † 1952)
- Antonio Stoppani, geologo, paleontologo e patriota italiano (Lecco, n. 1824 - Milano, † 1891)
- Antonio Verri, geologo e paleontologo italiano (Città della Pieve, n. 1839 - † 1925)

## Gesuiti(12)
- Antonio Baldinucci, gesuita italiano (Firenze, n. 1665 - Pofi, † 1717)
- Antonio Bresciani, gesuita e letterato italiano (Ala, n. 1798 - Roma, † 1862)
- Antonio Cordeiro, gesuita e storico portoghese (Angra do Heroísmo, n. 1641 - Lisbona, † 1722)
- Antonio Escobar, gesuita, teologo e scrittore spagnolo (Valladolid, n. 1589 - † 1669)
- Antonio Foresti, gesuita, storico e letterato italiano (Carpi, n. 1625 - Parma, † 1692)
- Antonio Maccioni, gesuita, missionario e scrittore spagnolo (Iglesias, n. 1671 - Córdoba, † 1753)
- Antonio Maraschi, gesuita italiano (Oleggio, n. 1820 - † 1897)
- Antonio Messineo, gesuita e scrittore italiano (Bronte, n. 1897 - Roma, † 1978)
- Antonio Moscheni, gesuita, missionario e pittore italiano (Stezzano, n. 1854 - Kochi, † 1905)
- Antonio Possevino, gesuita, scrittore e diplomatico italiano (Mantova, n. 1533 - Ferrara, † 1611)
- Antonio Spadaro, gesuita, giornalista e teologo italiano (Messina, n. 1966)
- Antonio Stefanizzi, gesuita, fisico e conduttore radiofonico italiano (Matino, n. 1917 - Roma, † 2020)

## Giavellottisti(1)
- Antonio Fent, giavellottista italiano (Treviso, n. 1988)

## Ginnasti(1)
- Antonio Marovelli, ginnasta italiano (Melegnano, n. 1896 - Melegnano, † 1943)

## Giocatori di baseball(2)
- Antonio Pacheco Massó, giocatore di baseball cubano (n. 1964)
- Antonio Senzatela, giocatore di baseball venezuelano (Valencia, n. 1995)

## Giocatori di biliardo(1)
- Antonio Girardi, giocatore di biliardo italiano (Paolisi, n. 1963)

## Giocatori di bridge(1)
- Antonio Vittorio Vivaldi, giocatore di bridge italiano (Sanremo, n. 1942)

## Giocatori di calcio a 5(7)
- Antonio Adeva, ex giocatore di calcio a 5 spagnolo (Toledo, n. 1972)
- Fernando Aguilera, giocatore di calcio a 5 spagnolo (Algarinejo, n. 1995)
- Boyis, giocatore di calcio a 5 spagnolo (Doña Mencía, n. 1989)
- Antonio Capuozzo, giocatore di calcio a 5 italiano (Napoli, n. 1980 - Montesilvano, † 2020)
- Antonio Celentano, giocatore di calcio a 5 italiano (Asti, n. 1990)
- Antonio Ferre, ex giocatore di calcio a 5 spagnolo (n. 1962)
- Antonio Pérez, giocatore di calcio a 5 spagnolo (Jaén, n. 2000)

## Giocatori di curling(2)
- Antonio Colli, giocatore di curling e ex hockeista su ghiaccio italiano (Cortina d'Ampezzo, n. 1958)
- Antonio Menardi, giocatore di curling italiano (Cortina d'Ampezzo, n. 1959)

## Giocatori di football americano(17)
- Antonio Allen, giocatore di football americano statunitense (Ocala, n. 1988)
- Antonio Brown, ex giocatore di football americano statunitense (Miami, n. 1988)
- Antonio Bryant, ex giocatore di football americano statunitense (Miami, n. 1981)
- Antonio Callaway, giocatore di football americano statunitense (Miami, n. 1995)
- Antonio Cochran, ex giocatore di football americano statunitense (Montezuma, n. 1976)
- Antonio Cromartie, giocatore di football americano statunitense (Tallahassee, n. 1984)
- Antonio Edwards, ex giocatore di football americano statunitense (Moultrie, n. 1970)
- Antonio Freeman, ex giocatore di football americano statunitense (Baltimora, n. 1972)
- Antonio Gandy-Golden, ex giocatore di football americano statunitense (Chicago, n. 1998)
- Antonio Gates, ex giocatore di football americano statunitense (Detroit, n. 1980)
- Antonio Gibson, giocatore di football americano statunitense (Stockbridge, n. 1998)
- Antonio Johnson, giocatore di football americano statunitense (East St. Louis, n. 2001)
- Antonio Morrison, giocatore di football americano statunitense (Bellwood, n. 1994)
- Antonio Pierce, ex giocatore di football americano e allenatore di football americano statunitense (Long Beach, n. 1978)
- Antonio Richardson, giocatore di football americano statunitense (Nashville, n. 1992)
- Antonio Smith, giocatore di football americano statunitense (Oklahoma City, n. 1981)
- Tony Tate, giocatore di football americano statunitense (DeKalb, n. 1998)

## Giocatori di poker(2)
- Antonio Buonanno, giocatore di poker italiano (Napoli, n. 1966)
- Antonio Esfandiari, giocatore di poker iraniano (Teheran, n. 1978)

## Giuristi(46)
- Antonio Agustín, giurista, teologo e storico spagnolo (Saragozza, n. 1517 - Tarragona, † 1586)
- Antonio Albrizzi, giurista e avvocato svizzero (Torricella-Taverne, n. 1773 - † 1846)
- Antonio Ambrosini, giurista italiano (Favara, n. 1888 - Roma, † 1983)
- Antonio Amorth, giurista italiano (Parma, n. 1908 - Milano, † 1986)
- Antonio da Cannara, giurista italiano (Cannara - Recanati, † 1451)
- Antonio Balli, giurista e giudice italiano (Trapani - Bisacquino, † 1598)
- Antonio Maria Bettanini, giurista, storico e presbitero italiano (Padova, n. 1884 - Padova, † 1964)
- Antonio Bicchierai, giurista, magistrato e funzionario italiano (Bagnone, n. 1807 - Firenze, † 1873)
- Antonio Bonghi, giurista italiano (Bergamo - Bergamo, † 1484)
- Antonio Cassese, giurista italiano (Atripalda, n. 1937 - Firenze, † 2011)
- Antonio Cicu, giurista italiano (Sassari, n. 1879 - Bologna, † 1962)
- Antonio Cocchi Donati, giurista italiano (Firenze, n. 1450 - Firenze, † 1491)
- Antonio Corsetti, giurista e religioso italiano (Noto, n. 1450 - Roma, † 1503)
- Antonio D'Atena, giurista italiano (Roma, n. 1942)
- Antonio d'Emilia, giurista e islamista italiano (Roma, n. 1908 - Roma, † 1968)
- Antonio Era, giurista italiano (Alghero, n. 1889 - Sassari, † 1961)
- Antonio Floceano, giurista italiano (Jatrinoli)
- Antonio da Gama, giurista portoghese (Funchal, n. 1520 - Lisbona, † 1604)
- Antonio Gazzoletti, giurista e poeta italiano (Nago-Torbole, n. 1813 - Milano, † 1866)
- Antonio Giordano, giurista italiano (Venafro, n. 1459 - Napoli, † 1530)
- Antonio Guarino, giurista e politico italiano (Cerreto Sannita, n. 1914 - Napoli, † 2014)
- Antonio Gómez, giurista spagnolo (n. 1501 - † 1572)
- Antonio Lefebvre d'Ovidio, giurista italiano (Napoli, n. 1913 - Roma, † 2011)
- Antonio Marchesi, giurista italiano (Roma, n. 1958)
- Antonio Maria Massa, giurista italiano
- Antonio Mattei, giurista e politico italiano (Roma)
- Antonio da Pratovecchio, giurista italiano (Pratovecchio, n. 1380 - Bologna, † 1464)
- Antonio Navarra, giurista italiano (Benevento, n. 1888 - Napoli, † 1971)
- Antonio Padoa-Schioppa, giurista e storico italiano (Vienna, n. 1937)
- Antonio Pagliaro, giurista italiano (Mistretta, n. 1932 - Palermo, † 2023)
- Antonio Palazzo, giurista italiano (Palermo, n. 1937 - Perugia, † 2024)
- Antonio Pigliaru, giurista, filosofo e educatore italiano (Orune, n. 1922 - Sassari, † 1969)
- Antonio Pérez, giurista spagnolo (n. 1583 - † 1672)
- Antonio Rinaldi, giurista e politico italiano (Noepoli, n. 1840 - Roma, † 1898)
- Antonio Roselli, giurista italiano (Arezzo, n. 1381 - Padova, † 1466)
- Antonio Rotelli, giurista e attivista italiano (Massafra, n. 1975)
- Antonio Scialoja, giurista e politico italiano (Roma, n. 1879 - Roma, † 1962)
- Antonio Spinelli, giurista e presbitero italiano (Padova, n. 1630 - Monaco di Baviera, † 1706)
- Antonio Tagliamonte, giurista e politico italiano (Napoli - Napoli)
- Antonio Felice Uricchio, giurista italiano (Bitonto, n. 1961)
- Antonio Villani, giurista italiano (Sant'Antonio Abate, n. 1923 - Napoli, † 1999)
- Antonio Vismara, giurista, scrittore e bibliografo italiano (Milano, n. 1831 - Milano, † 1903)
- Antonio Zirardini, giurista, storico e archeologo italiano (Ravenna, n. 1725 - Ravenna, † 1785)
- Antonio da Budrio, giurista italiano (Bologna, n. 1338 - Bologna, † 1408)
- Antonio de Raho, giurista italiano (Napoli - Napoli, † 1504)
- Antonio de Ziliis di Quetta, giurista italiano (Quetta, n. 1480 - Trento, † 1556)

## Golfisti(1)
- Antonio Garrido, golfista spagnolo (Madrid, n. 1944)

## Grammatici(1)
- Antonio Mancinelli, grammatico e umanista italiano (Velletri, n. 1451 - Roma, † 1505)

## Grecisti(1)
- Antonio Aloni, grecista, filologo classico e traduttore italiano (Milano, n. 1947 - Milano, † 2016)

## Hockeisti su ghiaccio(2)
- Antonio Bariffi, hockeista su ghiaccio e dirigente sportivo svizzero (n. 1928 - † 2012)
- Antonio Grenci, ex hockeista su ghiaccio italiano (Serra San Bruno, n. 1968)

## Hockeisti su pista(3)
- Antonio Parella Trallero, hockeista su pista e allenatore di hockey su pista spagnolo (Alcorisa, n. 1937 - Palamós, † 2022)
- Antonio Piscitelli, ex hockeista su pista e allenatore di hockey su pista italiano (Giovinazzo, n. 1966)
- Antonio Zancanaro, hockeista su pista, pittore e incisore italiano (Padova, n. 1906 - Padova, † 1985)

## Hockeisti su prato(1)
- Antonio Vargiu, ex hockeista su prato italiano (Villasor, n. 1937)

## Illusionisti(3)
- Tony Binarelli, illusionista e personaggio televisivo italiano (Roma, n. 1940 - Roma, † 2022)
- Antonio Casanova, illusionista e personaggio televisivo italiano (Ravenna, n. 1972)
- Wetryk, illusionista italiano (Livorno, n. 1890 - Livorno, † 1936)

## Illustratori(3)
- Antonio da Monza, illustratore italiano (Monza)
- Antonio Lopez, illustratore statunitense (Utuado, n. 1943 - Los Angeles, † 1987)
- Antonio Scricco, illustratore italiano (Barletta, n. 1974)

## Imprenditori(33)
- Antonio Abete, imprenditore italiano (Benevento, n. 1905 - Roma, † 1987)
- Antonio Amato, imprenditore italiano (San Cipriano Picentino, n. 1901 - Salerno, † 1979)
- Antonio Angelucci, imprenditore, editore e politico italiano (Sante Marie, n. 1944)
- Antonio Buzzi, imprenditore italiano (Casale Monferrato, n. 1881 - Casale Monferrato, † 1951)
- Antonio Flamini Carradori, imprenditore e politico italiano (Recanati, n. 1814 - Recanati, † 1882)
- Antonio Casetta, imprenditore e produttore discografico italiano (Milano, n. 1928 - Merate, † 1993)
- Antonio Chiribiri, imprenditore italiano (Venezia, n. 1867 - Alessandria, † 1943)
- Antonio Civelli, imprenditore e politico italiano (Milano, n. 1850 - Firenze, † 1930)
- Antonio D'Amato, imprenditore italiano (Napoli, n. 1957)
- Antonio De Tullio, imprenditore e politico italiano (Bari, n. 1854 - Bari, † 1934)
- Antonio Devoto, imprenditore e banchiere italiano (Lavagna, n. 1832 - Buenos Aires, † 1916)
- Antonio Fedrigoni, imprenditore italiano (Verona, n. 1873 - Lavarone, † 1931)
- Antonio Feltrinelli, imprenditore italiano (Milano, n. 1887 - Gargnano, † 1942)
- Antonio Filograna, imprenditore e dirigente sportivo italiano (Casarano, n. 1923 - Casarano, † 2011)
- Antonio Gozzi, imprenditore e dirigente sportivo italiano (Chiavari, n. 1954)
- Antonio Lamaro, imprenditore italiano (Roma, n. 1893 - Roma, † 1963)
- Antonio Liberti, imprenditore e dirigente sportivo argentino (Buenos Aires, n. 1901 - Buenos Aires, † 1978)
- Antonio Lombardi, imprenditore italiano (Cuccaro Vetere, n. 1967)
- Antonio Lorenzo, imprenditore e dirigente sportivo italiano
- Antonio Marcegaglia, imprenditore italiano (Mantova, n. 1963)
- Antonio Matarrese, imprenditore, dirigente sportivo e politico italiano (Bari, n. 1940)
- Antonio Parma, imprenditore italiano (n. 1854 - † 1922)
- Antonio Perelli Minetti, imprenditore italiano (Barletta, n. 1882 - Bakersfield, † 1976)
- Antonio Presti, imprenditore e mecenate italiano (Messina, n. 1957)
- Antonio Ratti, imprenditore italiano (Como, n. 1915 - † 2002)
- Antonio Salviati, imprenditore italiano (Vicenza, n. 1816 - Vicenza, † 1890)
- Antonio Savoldi, imprenditore e editore italiano (Nembro, n. 1889 - Milano, † 1977)
- Antonio Seminario, imprenditore italiano (Crosia)
- Antonio Sibilia, imprenditore e dirigente sportivo italiano (Mercogliano, n. 1920 - Mercogliano, † 2014)
- Tony Tan Caktiong, imprenditore cinese (n. 1953)
- Antonio Zanon, imprenditore, agronomo e economista italiano (Udine, n. 1696 - Venezia, † 1770)
- Antonio Zanussi, imprenditore italiano (Brugnera, n. 1890 - Pordenone, † 1946)
- Antonio de Espejo, imprenditore e esploratore spagnolo (Cordova, n. 1540 - L'Avana, † 1585)

## Incisori(10)
- Antonio Baratti, incisore italiano (Belluno, n. 1724 - Venezia, † 1787)
- Antonio Berini, incisore italiano (Roma, n. 1770 - Milano, † 1861)
- Antonio Capellani, incisore italiano (Venezia, n. 1730)
- Antonio da Trento, incisore e pittore italiano (Trento, n. 1508 - Fontainebleau, † 1550)
- Antonio Giolfi, incisore e pittore italiano (Genova, n. 1721 - Genova)
- Antonio Papasso, incisore e pittore italiano (Firenze, n. 1932 - Anguillara Sabazia, † 2014)
- Antonio Pichler, incisore italiano (Bressanone, n. 1697 - Roma, † 1779)
- Antonio Sandi, incisore italiano (Puos d'Alpago, n. 1733 - Alpago, † 1817)
- Antonio Verico, incisore italiano (Bassano, n. 1775 - Firenze)
- Antonio Zacco, incisore e illustratore italiano (Catania, n. 1747 - Catania, † 1831)

## Indologi(1)
- Antonio Rigopoulos, indologo e traduttore italiano (Venezia, n. 1962)

## Informatici(1)
- Antonio Lieto, informatico italiano (n. 1983)

## Ingegneri(27)
- Antonio Agnelli, ingegnere e funzionario italiano (Novara, n. 1788 - Novara, † 1865)
- Antonio Agustoni, ingegnere italiano (Chiavenna, n. 1879 - Milano, † 1950)
- Antonio Alessio, ingegnere aeronautico italiano (Padova, n. 1891)
- Antonio Cancian, ingegnere e politico italiano (Mareno di Piave, n. 1951)
- Antonio Cao Pinna, ingegnere e politico italiano (Sinnai, n. 1842 - Roma, † 1928)
- Antonio Capetti, ingegnere italiano (Fermo, n. 1895 - Torino, † 1970)
- Antonio Capretti, ingegnere e cartografo italiano (Grosseto, † 1818)
- Antonio Cavalieri Ducati, ingegnere e imprenditore italiano (Comacchio, n. 1853 - Bologna, † 1927)
- Antonio Cocconcelli, ingegnere italiano (Parma, n. 1761 - Parma, † 1846)
- Antonio Conte, ingegnere italiano (Lepanto, † 1571)
- Antonio Curò, ingegnere, alpinista e entomologo italiano (Bergamo, n. 1828 - Bergamo, † 1906)
- Antonio Ferri, ingegnere italiano (Norcia, n. 1912 - Long Island, † 1975)
- Antonio Fessia, ingegnere meccanico italiano (Torino, n. 1901 - Borgomasino, † 1968)
- Antonio Fuortes, ingegnere e letterato italiano (Ruffano, n. 1884 - Milano, † 1958)
- Antonio Ibáñez de Alba, ingegnere spagnolo (Chiclana de la Frontera, n. 1956)
- Antonio Lepschy, ingegnere italiano (Venezia, n. 1931 - Padova, † 2005)
- Antonio Loperfido, ingegnere, geografo e geodeta italiano (Matera, n. 1859 - Campodoro, † 1938)
- Antonio Lupicini, ingegnere italiano (Firenze - Firenze)
- Antonio Mattioni, ingegnere italiano (Cividale del Friuli, n. 1880 - Udine, † 1961)
- Antonio Maria Michetti, ingegnere italiano (Roma, n. 1927 - Roma, † 2010)
- Antonio Micucci, ingegnere italiano (italia)
- Antonio Francesco Olivero, ingegnere italiano (Vercelli, n. 1794 - Torino, † 1856)
- Antonio Rodotà, ingegnere e dirigente d'azienda italiano (Cosenza, n. 1935 - Roma, † 2006)
- Antonio Ruberti, ingegnere e politico italiano (Aversa, n. 1927 - Aversa, † 2000)
- Antonio Rutili Gentili, ingegnere, politico e sismologo italiano (Giano dell'Umbria, n. 1799 - Roma, † 1850)
- Antonio Spezia, ingegnere e architetto italiano (Barzona di Calasca, n. 1814 - Torino, † 1892)
- Antonio da Castello, ingegnere militare italiano (Città di Castello - Brescia, † 1549)

## Insegnanti(5)
- Antonio Fraguas Fraguas, insegnante, scrittore e antropologo spagnolo (Insuela, n. 1905 - Santiago di Compostela, † 1999)
- Antonio Borme, insegnante italiano (Trieste, n. 1921 - Rovigno, † 1992)
- Antonio Eximeno, insegnante e musicologo spagnolo (Valencia, n. 1729 - Roma, † 1809)
- Antonio Fusco, docente, psicologo e poeta italiano (Miranda, n. 1924 - Cassino, † 2018)
- Antonio Massara, insegnante, etnografo e storico dell'arte italiano (Meina, n. 1878 - Como, † 1926)

## Intagliatori(2)
- Antonio Luigi Del Buttero, intagliatore e pittore italiano (San Secondo Parmense, n. 1765 - Reggio Emilia, † 1853)
- Antonio della Mola, intagliatore italiano

## Inventori(3)
- Antonio Benedetto Carpano, inventore italiano (Bioglio, n. 1751 - Bioglio, † 1821)
- Antonio Meucci, inventore e imprenditore italiano (Firenze, n. 1808 - New York, † 1889)
- Antonio Michela Zucco, inventore italiano (San Giorgio Canavese, n. 1815 - Quassolo, † 1886)

## Ispanisti(1)
- Antonio Gasparetti, ispanista e traduttore italiano (La Spezia, n. 1903 - Milano, † 1978)

## Judoka(2)
- Antonio Ciano, judoka italiano (Ercolano, n. 1981)
- Antonio Esposito, judoka italiano (Napoli, n. 1994)

## Karateka(1)
- Antonio José Díaz, karateka venezuelano (Caracas, n. 1980)

## Latinisti(3)
- Antonio Francini, latinista e grecista italiano (Montevarchi - † 1537)
- Antonio La Penna, latinista, filologo classico e aforista italiano (Bisaccia, n. 1925 - Firenze, † 2024)
- Antonio Marzullo, latinista e traduttore italiano (Messina, n. 1898 - Camogli, † 1979)

## Letterati(15)
- Antonio Abati, letterato italiano (Gubbio - Senigallia, † 1667)
- Antonio Bonamici, letterato italiano (Prato, n. 1813 - Pistoia, † 1898)
- Antonio Guidi di Bagno, letterato italiano (Mantova, n. 1785 - Mantova, † 1865)
- Antonio Gussalli, letterato italiano (Soncino, n. 1806 - Milano, † 1884)
- Antonio Lubin, letterato italiano (Traù, n. 1809 - Traù, † 1900)
- Antonio Magliabechi, letterato italiano (Firenze, n. 1633 - Firenze, † 1714)
- Antonio Masini, letterato italiano (Castelfranco Emilia, n. 1599 - Bologna, † 1691)
- Antonio Mezzanotte, letterato e scrittore italiano (Perugia, n. 1786 - Perugia, † 1857)
- Antonio Monetta, letterato italiano (Brindisi, n. 1559)
- Antonio Morri, letterato, glottologo e lessicografo italiano (Faenza, n. 1793 - San Pier Laguna, † 1868)
- Antonio Papadopoli, letterato e mecenate italiano (Venezia, n. 1802 - Venezia, † 1844)
- Antonio Rinieri, letterato e poeta italiano (Colle di Val d'Elsa, n. 1515)
- Antonio Ronzon, letterato e storico italiano (Vigo di Cadore, n. 1848 - Lodi, † 1905)
- Antonio Zieger, letterato e storico italiano (Trento, n. 1892 - Trento, † 1984)
- Antonio d'Arezzo, letterato, teologo e religioso italiano (Arezzo, n. 1380 - Firenze, † 1450)

## Librettisti(7)
- Antonio Ghislanzoni, librettista, poeta e scrittore italiano (Lecco, n. 1824 - Caprino Bergamasco, † 1893)
- Antonio Gori, librettista e poeta italiano (Venezia)
- Antonio Maria Lucchini, librettista italiano (Venezia - Venezia)
- Antonio Palomba, librettista e poeta italiano (Napoli, n. 1705 - Napoli, † 1769)
- Antonio Salvi, librettista italiano (Lucignano, n. 1664 - Firenze, † 1724)
- Antonio Scalvini, librettista, drammaturgo e regista teatrale italiano (Milano, n. 1835 - Torino, † 1881)
- Antonio Simeone Sografi, librettista e drammaturgo italiano (Padova, n. 1759 - Padova, † 1818)

## Linguisti(4)
- Antonio Cesari, linguista e scrittore italiano (Verona, n. 1760 - Ravenna, † 1828)
- Antonio Lavieri, linguista italiano (n. 1972)
- Antonio Tiraboschi, linguista e storico italiano (Alzano Lombardo, n. 1838 - Bergamo, † 1883)
- Antonio Zampolli, linguista e lessicografo italiano (Belluno, n. 1937 - Pisa, † 2003)

## Liutai(6)
- Antonio Amati, liutaio italiano (Cremona - † 1607)
- Antonio de Torres Jurado, liutaio spagnolo (Almería, n. 1817 - Almería, † 1892)
- Antonio Maria Lavazza, liutaio italiano († 1708)
- Antonio Pelizon, liutaio italiano (Castel Rubbia, n. 1763 - Gorizia, † 1850)
- Wandrè, liutaio italiano (Cavriago, n. 1926 - † 2004)
- Antonio Stradivari, liutaio italiano (Cremona - Cremona, † 1737)

## Lottatori(5)
- Antonio Kamenjašević, lottatore croato (Zagabria, n. 1997)
- Antonio La Bruna, ex lottatore italiano (Livorno, n. 1959)
- Antonio La Penna, ex lottatore italiano (Roma, n. 1960)
- Antonio Quistelli, lottatore italiano (Bari, n. 1949 - Bari, † 1998)
- Antonio Randi, lottatore italiano (Faenza, n. 1921 - Faenza, † 1998)

## Mafiosi(25)
- Antonio Bardellino, mafioso italiano (San Cipriano d'Aversa, n. 1945 - Armação dos Búzios, † 1988)
- Antonio Caponigro, mafioso statunitense (Chicago, n. 1912 - Bronx, † 1980)
- Antonio Cariolo, mafioso e collaboratore di giustizia italiano (Messina, n. 1964)
- Antonio Chichiarelli, mafioso italiano (Magliano de' Marsi, n. 1948 - Roma, † 1984)
- Antonio Cicala, mafioso italiano (Corleone, n. 1874 - New York, † 1928)
- Antonio Commisso, mafioso italiano (Siderno, n. 1956)
- Anthony Corallo, mafioso statunitense (New York, n. 1913 - Springfield, † 2000)
- Antonio D'Inzillo, mafioso italiano (Roma, n. 1962 - Nairobi, † 2008)
- Antonio Imerti, mafioso italiano (Villa San Giovanni, n. 1946)
- Antonio Iovine, mafioso e collaboratore di giustizia italiano (San Cipriano d'Aversa, n. 1964)
- Antonio Leccese, mafioso italiano (Sessa Aurunca, n. 1955 - Roma, † 1981)
- Antonio Lima, mafioso italiano (n. 1917 - San Francisco)
- Antonio Macrì, mafioso italiano (Siderno, n. 1904 - Siderno, † 1975)
- Antonio Bartolo Malacrinò, mafioso italiano (Montebello Jonico, n. 1958)
- Salvatore Minore, mafioso italiano (San Vito lo Capo, n. 1927 - Palermo, † 1982)
- Antonio Modeo, mafioso italiano (Monteiasi, n. 1948 - Bisceglie, † 1990)
- Antonio Nirta, mafioso italiano (San Luca, n. 1919 - Benestare, † 2015)
- Antonio Palamara, mafioso italiano (Sinopoli, n. 1940 - Imperia, † 2017)
- Antonio Papalia, mafioso italiano (Platì, n. 1954)
- Antonio Pelle, mafioso italiano (San Luca, n. 1932 - Locri, † 2009)
- Antonio Piromalli, mafioso italiano (Polistena, n. 1972)
- Antonio Rosmini, mafioso italiano (Reggio Calabria, n. 1967)
- Antonio Salamone, mafioso italiano (San Giuseppe Jato, n. 1918 - San Paolo, † 1998)
- Antonio Spavone, mafioso italiano (Napoli, n. 1926 - Napoli, † 1993)
- Antonio Zagari, mafioso italiano (San Ferdinando, n. 1954 - † 2004)

## Magistrati(19)
- Antonio Albertini, magistrato e politico italiano (Mineo, n. 1872 - Roma, † 1966)
- Antonio Andreoni, magistrato e politico italiano (Alghero, n. 1866 - Venezia, † 1948)
- Antonio Azara, magistrato e politico italiano (Tempio, n. 1883 - Roma, † 1967)
- Antonio Bevere, magistrato italiano (Napoli, n. 1940)
- Antonio Brancaccio, magistrato italiano (Maddaloni, n. 1923 - Gottinga, † 1995)
- Antonio Buono, magistrato italiano (Montemarano, n. 1913 - Bologna, † 1988)
- Antonio Carra, magistrato, docente e politico italiano (Parma, n. 1807 - Parma, † 1877)
- Antonio Catte, magistrato e partigiano italiano (Oliena, n. 1912 - † 1949)
- Antonio De Salvo, magistrato, funzionario e esperantista italiano (Roma, n. 1942 - Roma, † 2021)
- Antonio Di Pietro, ex magistrato e politico italiano (Montenero di Bisaccia, n. 1950)
- Antonio Gismondi, magistrato e politico italiano (Spoleto, n. 1867 - Roma, † 1944)
- Antonio Lucisano, magistrato italiano (Verzino, n. 1955 - Pistoia, † 2017)
- Antonio Manca, magistrato italiano (Macomer, n. 1886)
- Antonio Martone, magistrato italiano (Roma, n. 1941)
- Antonio Mazzetti, magistrato e letterato italiano (Trento, n. 1784 - Milano, † 1841)
- Antonio Raimondi, magistrato e politico italiano (Volta Mantovana, n. 1860 - Menaggio, † 1950)
- Antonio Salvotti, magistrato austriaco (Mori, n. 1789 - Trento, † 1866)
- Antonio Soda, magistrato e politico italiano (Melfi, n. 1943 - Reggio Emilia, † 2014)
- Antonio Tami, magistrato, funzionario e politico italiano (Udine, n. 1846 - Udine, † 1919)

## Maratoneti(3)
- Antonio Ambu, ex maratoneta e mezzofondista italiano (Cagliari, n. 1936)
- Antonio Brutti, ex maratoneta italiano (Grottammare, n. 1945)
- Augusto Persico, maratoneta italiano (Roma, n. 1895 - Roma, † 1967)

## Marciatori(1)
- Antonio De Gaetano, marciatore italiano (Ancona, n. 1934 - Roseto degli Abruzzi, † 2007)

## Matematici(22)
- Antonio Ambrosetti, matematico italiano (Bari, n. 1944 - Venezia, † 2020)
- Antonio Maria Azzalini, matematico e ingegnere italiano (n. 1687 - Mantova, † 1754)
- Antonio Bellino Rosina, matematico italiano (Canda, n. 1904 - Ferrara, † 1975)
- Antonio Maria Bordoni, matematico italiano (Mezzana Corti, n. 1788 - Pavia, † 1860)
- Antonio Caccianino, matematico e ingegnere italiano (Milano, n. 1764 - Milano, † 1838)
- Antonio Collalto, matematico italiano (Venezia, n. 1765 - Padova, † 1820)
- Antonio Cua, matematico italiano (Savuci di Taverna, n. 1819 - Resina, † 1899)
- Antonio de Monforte, matematico e astronomo italiano (Laurito, n. 1644 - Napoli, † 1717)
- Antonio De Zolt, matematico italiano (Conegliano, n. 1847 - Milano, † 1926)
- Antonio Di Gennaro, matematico italiano (n. 1676 - † 1751)
- Antonio Fais, matematico italiano (Ploaghe, n. 1841 - Sassari, † 1925)
- Antonio Favaro, matematico e storico della scienza italiano (Padova, n. 1847 - Padova, † 1922)
- Antonio Maria Lorgna, matematico e ingegnere italiano (Cerea, n. 1735 - Verona, † 1796)
- Antonio Ludeña, matematico, fisico e gesuita spagnolo (Almussafes, n. 1740 - Cremona, † 1820)
- Antonio Mambriani, matematico italiano (Soragna, n. 1898 - Parma, † 1989)
- Antonio Marussi, matematico e geodeta italiano (Trieste, n. 1908 - Trieste, † 1984)
- Antonio Nardi, matematico e letterato italiano (Arezzo, n. 1598)
- Antonio Pace, matematico italiano (Verona)
- Antonio Pignedoli, matematico, fisico e politico italiano (Correggio, n. 1918 - Zams, † 1989)
- Antonio Signorini, matematico e ingegnere italiano (Arezzo, n. 1888 - Roma, † 1963)
- Antonio Tadini, matematico e ingegnere italiano (Romano di Lombardia, n. 1754 - Romano di Lombardia, † 1830)
- Antonio Maria del Fiore, matematico italiano

## Mecenati(1)
- Antonio Barezzi, mecenate italiano (Busseto, n. 1787 - Busseto, † 1867)

## Medaglisti(1)
- Antonio Marescotti, medaglista e scultore italiano (Ferrara - Ferrara)

## Medici(48)
- Antonio Adamucci, medico italiano (Maglie, n. 1761 - Parigi)
- Antonio Alessandrini, medico e veterinario italiano (Bologna, n. 1786 - Bologna, † 1861)
- Antonio Ascenzi, medico e paleontologo italiano (Boulogne-sur-Mer, n. 1915 - Albano Laziale, † 2000)
- Antonio Benevoli, medico italiano (Preci, n. 1685 - Firenze, † 1758)
- Antonio Benivieni, medico italiano (Firenze, n. 1443 - Firenze, † 1502)
- Antonio Berga, medico e filosofo italiano (Torino, n. 1535 - Torino, † 1580)
- Antonio Bernardo, medico italiano (Santa Maria a Vico)
- Antonio Berti, medico e politico italiano (Venezia, n. 1812 - Venezia, † 1879)
- Antonio Musa Brasavola, medico e botanico italiano (Ferrara, n. 1500 - Ferrara, † 1555)
- Antonio Cardarelli, medico, patologo e politico italiano (Civitanova del Sannio, n. 1831 - Napoli, † 1927)
- Antonio Cazzaniga, medico italiano (Cremona, n. 1885 - Milano, † 1973)
- Antonio Ceci, medico e chirurgo italiano (Ascoli Piceno, n. 1852 - Pisa, † 1920)
- Antonio Cermisone, medico italiano (Padova - Padova, † 1441)
- Antonio Cesaris-Demel, medico italiano (Verona, n. 1866 - Pisa, † 1938)
- Antonio Cocchi, medico, naturalista e scrittore italiano (Benevento, n. 1695 - Firenze, † 1758)
- Antonio Celestino Cocchi, medico, botanico e scrittore italiano (Fumone, n. 1685 - Roma, † 1747)
- Antonio Conti, medico e politico italiano (Porto Torres, n. 1840 - † 1933)
- Antonio Cozzi, medico italiano (Firenze)
- Antonio Dal Monte, medico e pilota motonautico italiano (Roma, n. 1931)
- Antonio De Ferraris, medico, filosofo e astronomo italiano (Galatone, n. 1444 - Lecce, † 1517)
- Antonio De Martino, medico e politico italiano (Palma Campania, n. 1815 - Napoli, † 1904)
- Antonio Dionisi, medico, patologo e batteriologo italiano (Pietracamela, n. 1866 - Salice Terme, † 1931)
- Antonio Durazzini, medico e botanico italiano (n. 1740 - † 1810)
- Antonio D'Azevedo Maia, medico e docente portoghese (Porto, n. 1851 - Porto, † 1912)
- Antonio Vittorino Gaddi, medico e scrittore italiano (San Giuseppe Vesuviano, n. 1952)
- Antonio Garbiglietti, medico, entomologo e antropologo italiano (Biella, n. 1807 - Torino, † 1877)
- Antonio Gasbarrini, medico italiano (Civitella del Tronto, n. 1882 - Bologna, † 1963)
- Antonio Grossich, medico e politico italiano (Draguccio, n. 1849 - Fiume, † 1926)
- Antonio Lagorio, medico statunitense (Chicago, n. 1857 - Chicago, † 1944)
- Antonio Maglio, medico italiano (Il Cairo, n. 1912 - Roma, † 1988)
- Antonio Marchetti, medico e chirurgo italiano (Padova, n. 1640 - Padova, † 1730)
- Antonio Messeni Nemagna, medico e politico italiano (Bari, n. 1924 - Bari, † 1975)
- Antonio Miglietta, medico e fisiologo italiano (Carmiano, n. 1767 - Napoli, † 1826)
- Antonio Minutoli, medico italiano (Lucca, n. 1531 - Lucca, † 1606)
- Antonio Musa, medico e botanico romano
- Antonio Negro, medico italiano (Alassio, n. 1908 - Roma, † 2010)
- Antonio Panunzi, medico, ginecologo e chirurgo italiano (Morlupo, n. 1806 - Roma, † 1877)
- Antonio Pitaro, medico e scienziato italiano (Borgia, n. 1767 - Parigi, † 1832)
- Antonio Salvagnoli Marchetti, medico e politico italiano (Corniola, n. 1810 - Empoli, † 1878)
- Antonio Sanna, medico e microbiologo italiano (Pattada, n. 1917 - Roma, † 1992)
- Antonio Savaresi, medico italiano (Napoli, n. 1773 - Napoli, † 1830)
- Antonio Scanaroli, medico italiano (Modena, n. 1450 - Modena, † 1517)
- Antonio Scarpa, medico, chirurgo e anatomista italiano (Lorenzaga, n. 1752 - Pavia, † 1832)
- Antonio Spagnuolo, medico, poeta e saggista italiano (Napoli, n. 1931)
- Antonio Giuseppe Testa, medico italiano (Ferrara, n. 1756 - Ferrara, † 1814)
- Antonio Vallisneri, medico, scienziato e naturalista italiano (Trassilico, n. 1661 - Padova, † 1730)
- Antonio Maria Valsalva, medico, anatomista e chirurgo italiano (Imola, n. 1666 - Bologna, † 1723)
- Antonio de Almeida, medico e antropologo portoghese (Penalva do Castelo, n. 1900 - Lisbona, † 1984)

## Mercanti(1)
- Antonio Malfante, mercante e esploratore italiano (Genova, n. 1410 - Maiorca, † 1450)

## Mezzofondisti(3)
- Antonio Abadía, mezzofondista spagnolo (Saragozza, n. 1990)
- Antonio Páez, ex mezzofondista spagnolo (Arenas del Rey, n. 1956)
- Antonio Silio, ex mezzofondista e maratoneta argentino (Nogoyá, n. 1966)

## Mineralogisti(3)
- Antonio Cavinato, mineralogista e politico italiano (Curtarolo, n. 1895 - Torino, † 1991)
- Antonio D'Achiardi, mineralogista italiano (Pisa, n. 1839 - Pisa, † 1902)
- Antonio Scherillo, mineralogista italiano (Varese, n. 1907 - Napoli, † 2008)

## Missionari(8)
- Antonio Maria Ayala, missionario italiano (Mineo, n. 1818 - Spalato, † 1887)
- Antonio Castagnaro, missionario italiano (Montebello Vicentino, n. 1826 - Khartum, † 1854)
- Antonio Cavoli, missionario italiano (San Giovanni in Marignano, n. 1888 - Tokyo, † 1972)
- Antonio Daniel, missionario francese (Dieppe, n. 1601 - Téanaostaiaé, † 1648)
- Antonio de Montesinos, missionario e religioso spagnolo (n. 1475 - † 1540)
- Bonaventura di Sardegna, missionario e linguista italiano (Nuoro - Mbanza Kongo, † 1649)
- Antonio da Virgoletta, missionario italiano (Virgoletta, n. 1593 - Suakin, † 1641)
- Antonio Zucchelli, missionario, viaggiatore e scrittore italiano (Gradisca d'Isonzo, n. 1663 - Gorizia, † 1716)

## Monaci cristiani(7)
- Antonio di Pečers'k, monaco cristiano ucraino (Ljubeč, n. 983 - Kiev, † 1073)
- Antonio di Lerino, monaco cristiano e santo tedesco (Valeria - Lérins, † 520)
- Antonio di Gerace, monaco cristiano italiano (Locri)
- Antonio da Cividale, monaco cristiano e compositore italiano (Cividale - † 1421)
- Antonio Costa, monaco cristiano e presbitero italiano (Massa Lombarda, n. 1898 - Fosse del Frigido, † 1944)
- Antonio Sancho di Benevento, monaco cristiano e orafo italiano (Benevento - Alfauir)
- Antonio di Takrīt, monaco cristiano e retore siro (Tikrit)

## Montatori(1)
- Antonio Siciliano, montatore italiano (Taurianova, n. 1936)

## Multiplisti(1)
- Antonio Peñalver, ex multiplista spagnolo (Alhama de Murcia, n. 1968)

## Musicisti(15)
- Awanagana, musicista, conduttore radiofonico e conduttore televisivo italiano (Venezia, n. 1949)
- Antonio Bartoccetti, musicista e compositore italiano (Macerata, n. 1946)
- Antonio Bassano, musicista italiano (Bassano del Grappa, n. 1511 - Londra, † 1574)
- Antonio Buenaventura, musicista e militare filippino (Baliuag, n. 1904 - † 1996)
- Antonio Castrignanò, musicista e compositore italiano (Calimera, n. 1977)
- Antonio Cavallero, musicista e compositore spagnolo (Cordova, n. 1728 - Granada)
- Tony Esposito, musicista, cantautore e percussionista italiano (Napoli, n. 1950)
- Antonio Fresa, musicista e compositore italiano (Napoli, n. 1973)
- Antonio Gramsci, musicista e scrittore russo (Mosca, n. 1965)
- Antonio Lara, musicista italiano (Villaputzu, n. 1886 - Villaputzu, † 1979)
- Antonio Marotta, musicista, cantante e compositore italiano (Nola, n. 1981)
- Antonio Planelli, musicista e musicologo italiano (Bitonto, n. 1737 - Napoli, † 1803)
- Antonio Pollarolo, musicista e compositore italiano (Brescia, n. 1676 - Venezia, † 1746)
- Antonio Tuzza, musicista, compositore e produttore discografico italiano (Bari, n. 1971)
- Toni Verde, musicista e compositore italiano (Napoli, n. 1954)

## Musicologi(2)
- Antonio Fanna, musicologo italiano (Treviso, n. 1926)
- Antonio Rostagno, musicologo e pianista italiano (Imperia, n. 1962 - Torino, † 2021)

## Naturalisti(2)
- Antonio Brady, naturalista, geologo e paleontologo britannico (Londra, n. 1811 - Londra, † 1881)
- Antoine Risso, naturalista italiano (Nizza, n. 1777 - Nizza, † 1845)

## Navigatori(5)
- António de Abreu, navigatore e esploratore portoghese (Madera)
- Antonio Elia, marinaio e patriota italiano (Ancona, n. 1803 - Ancona, † 1849)
- Antonio Pigafetta, navigatore, geografo e scrittore italiano (Vicenza)
- Antonio Rizzo, navigatore e mercante italiano (Didymoteicho, † 1452)
- Antonio de Noli, navigatore e esploratore italiano (Repubblica di Genova)

## Notai(4)
- Antonio Belloni, notaio e storico italiano (Udine - Udine, † 1554)
- Antonio Fasanella, notaio italiano (Cori - † 1524)
- Antonio Godi, notaio italiano (Vicenza - † 1438)
- Antonio Porenzoni, notaio italiano (Cividale del Friuli)

## Numismatici(2)
- Antonio Abondio, numismatico italiano (Riva del Garda, n. 1538 - Vienna, † 1591)
- Antonio Salvaggi, numismatico italiano (Roma, n. 1746 - Roma, † 1812)

## Nuotatori(6)
- Antonio Attanasio, nuotatore italiano (Napoli, n. 1950 - San Martino Valle Caudina, † 1982)
- Antonio Conelli, nuotatore italiano (Lugano, n. 1909 - Como, † 2003)
- Antonio D'Oppido, ex nuotatore italiano (Crotone, n. 1944)
- Antonio Djakovic, nuotatore svizzero (Frauenfeld, n. 2002)
- Antonio Fantin, nuotatore italiano (Latisana, n. 2001)
- Antonio Quarantotto, nuotatore italiano (Orsera, n. 1895 - Trieste, † 1987)

## Oboisti(1)
- Antonio Pasculli, oboista e compositore italiano (Palermo, n. 1842 - Palermo, † 1924)

## Orafi(2)
- Antonio de Castro, orafo portoghese
- Antonio di Salvi, orafo italiano (n. 1450 - † 1527)

## Organari(1)
- Antonio Brunelli II, organaro italiano (Milano, † 1842)

## Organisti(4)
- Antonio Gonzales, organista e compositore italiano (Gromo, n. 1764 - Bergamo, † 1830)
- Antonio Pecoraro, organista e compositore italiano (San Vito dei Normanni, n. 1876 - † 1966)
- Antonio Squarcialupi, organista italiano (Firenze, n. 1416 - † 1480)
- Antonio Tirabassi, organista e musicologo italiano (Amalfi, n. 1882 - Bruxelles, † 1947)

## Orientalisti(1)
- Antonio Giggei, orientalista italiano (Milano, † 1632)

## Ostacolisti(1)
- Antonio Alkana, ostacolista e velocista sudafricano (Città del Capo, n. 1990)

## Pallanuotisti(6)
- Antonio Maccioni, pallanuotista italiano (Napoli, n. 1998)
- Antonio Petković, pallanuotista croato (Sebenico, n. 1986)
- Antonio Petrović, ex pallanuotista montenegrino (Cattaro, n. 1982)
- Antonio Subirana, pallanuotista spagnolo (Barcellona, n. 1932 - Barcellona, † 2010)
- Antonio Vila-Coro, pallanuotista spagnolo (Madrid, n. 1895 - Barcellona, † 1977)
- Antonio Vittorioso, pallanuotista e allenatore di pallanuoto italiano (Roma, n. 1973)

## Pallavolisti(6)
- Antonio Corvetta, ex pallavolista italiano (Ancona, n. 1977)
- Antonio Costantini, pallavolista italiano (Lanciano, n. 1972)
- Antonio De Paola, pallavolista italiano (Gaeta, n. 1988)
- Antonio Elías, pallavolista portoricano (n. 2000)
- Antonio Ricciardello, pallavolista italiano (Messina, n. 1986)
- Antonio Scilipoti, ex pallavolista italiano (Milazzo, n. 1955)

## Pallonisti(2)
- Antonio Agostinelli, pallonista italiano (Mondolfo, n. 1844 - Mondolfo, † 1904)
- Antonio Maestrelli, pallonista italiano (Pisa, n. 1815 - Pisa, † 1895)

## Partigiani(19)
- Antonio Bernieri, partigiano e politico italiano (Lucca, n. 1917 - Milano, † 1990)
- Antonio Bietolini, partigiano italiano (Perugia, n. 1900 - Valdagno, † 1944)
- Antonio Carini, partigiano e antifascista italiano (San Nazzaro d'Ongina, n. 1902 - Meldola, † 1944)
- Antonio Cei, partigiano italiano (Viareggio, n. 1915 - Cefalonia, † 1943)
- Antonio Ceron, partigiano italiano (Murelle, n. 1923 - Campodarsego, † 1945)
- Antonio Corzani, partigiano italiano (San Piero in Bagno, n. 1917 - Rio Salso, † 1944)
- Antonio Danieli, partigiano italiano (Pago, n. 1926 - Carbonera, † 1944)
- Antonio Di Dio, partigiano e militare italiano (Palermo, n. 1922 - Megolo, † 1944)
- Antonio Ferrari, partigiano italiano (Modena, n. 1925 - Marano sul Panaro, † 1944)
- Antonio Forniz, partigiano, giornalista e storico italiano (Lestizza, n. 1905 - Pordenone, † 1984)
- Antonio Furlan, partigiano e operaio italiano (Motta di Livenza, n. 1906 - Motta di Livenza, † 1944)
- Antonio Gambacorti Passerini, partigiano italiano (Monza, n. 1903 - Cibeno, † 1944)
- Nino Garau, partigiano e antifascista italiano (Cagliari, n. 1923 - Cagliari, † 2020)
- Antonio Giuriolo, partigiano italiano (Arzignano, n. 1912 - Lizzano in Belvedere, † 1944)
- Antonio Olearo, partigiano e operaio italiano (Ozzano Monferrato, n. 1921 - Casale Monferrato, † 1945)
- Antonio Pellegrini, partigiano italiano (Treviso, n. 1922 - Portogruaro, † 1944)
- Antonio Roasio, partigiano e politico italiano (Vercelli, n. 1902 - Roma, † 1986)
- Antonio Zanella, partigiano, artigiano e allevatore italiano (Amaro, n. 1887 - Pani, † 1955)
- Antonio Zoli, partigiano italiano (Forlì, n. 1915 - Pievequinta, † 1944)

## Patriarchi cattolici(5)
- Antonio Contarini, patriarca cattolico italiano (n. 1450 - † 1524)
- Antonio Elio, patriarca cattolico italiano (Capodistria - † 1576)
- Antonio Maria Pallavicini, patriarca cattolico italiano (Cremona, n. 1674 - Roma, † 1749)
- Antonio Anastasio Rossi, patriarca cattolico italiano (Milano, n. 1864 - Pompei, † 1948)
- Antonio Surian, patriarca cattolico italiano (Venezia, n. 1451 - Venezia, † 1508)

## Patrioti(36)
- Antonio Andreuzzi, patriota italiano (Navarons, n. 1804 - San Daniele del Friuli, † 1874)
- Antonio Angelini, patriota italiano (Pieve Fosciana, n. 1810 - Modena, † 1845)
- Antonio Arcioni, patriota e militare svizzero (Corzoneso, n. 1811 - Dongio, † 1859)
- Antonio Borri, patriota e agricoltore italiano (Roccastrada, n. 1833 - Roccastrada, † 1908)
- Antonio Brancuti, patriota italiano (Cagli, n. 1825 - Cagli, † 1895)
- Antonio Burlando, patriota italiano (Genova, n. 1823 - Genova, † 1895)
- Antonio Catenacci, patriota e farmacista italiano (Palombara, n. 1823 - Roma, † 1854)
- Antonio Maria De Luca, patriota e presbitero italiano (Celle di Bulgheria, n. 1764 - Salerno, † 1828)
- Antonio Doria, patriota italiano (Bonifacio, n. 1801 - Rivarolo Ligure, † 1875)
- Antonio Fagiuoli, patriota italiano (Parona di Valpolicella, n. 1847 - Pieve di Ledro, † 1866)
- Antonio Fratti, patriota, politico e avvocato italiano (Forlì, n. 1845 - Domokos, † 1897)
- Antonio Giannelli, patriota italiano (Ancona, n. 1822 - Ancona, † 1855)
- Antonio Raffaele Giannuzzi, patriota, generale e fotografo italiano (Matera, n. 1818 - Teheran, † 1876)
- Antonio Gomez, patriota italiano (Napoli, n. 1829 - Napoli)
- Antonio Katsantonis, patriota e militare greco (Agrafa, n. 1775 - † 1808)
- Antonio Mantovani, patriota italiano (Virgilio, n. 1838 - Milano, † 1894)
- Antonio Mattei, patriota e politico italiano (Treviso, n. 1840 - Treviso, † 1883)
- Antonio Mordini, patriota e politico italiano (Barga, n. 1819 - Montecatini, † 1902)
- Antonio Nolli, patriota e politico italiano (Chieti, n. 1754 - Tollo, † 1830)
- Antonio Olivi, patriota e militare italiano (Treviso - Mestre, † 1848)
- Antonio Orlandi Cardini, patriota, politico e militare italiano (Fucecchio, n. 1850 - † 1920)
- Antonio Fortunato Oroboni, patriota italiano (Ferrara, n. 1791 - Brno, † 1823)
- Antonio Orsini, patriota e naturalista italiano (Ascoli Piceno, n. 1788 - Ascoli Piceno, † 1870)
- Antonio Ottavi, patriota e militare italiano (Reggio nell'Emilia, n. 1831 - Custoza, † 1866)
- Antonio Pacinotti, patriota, politico e scienziato italiano (Pisa, n. 1841 - Pisa, † 1912)
- Antonio Panizzi, patriota, bibliotecario e bibliografo italiano (Brescello, n. 1797 - Londra, † 1879)
- Antonio Picco, patriota, pittore e scrittore italiano (Udine, n. 1828 - Udine, † 1897)
- Antonio Pilon, patriota italiano (Carpenedo, † 1849)
- Antonio Priolo, patriota e politico italiano (Reggio Calabria, n. 1891 - † 1978)
- Antonio Ranieri, patriota, scrittore e politico italiano (Napoli, n. 1806 - Portici, † 1888)
- Antonio Rossi, patriota italiano (Governolo, n. 1835 - Siracusa, † 1876)
- Antonio Santelmo, patriota italiano (Padula, n. 1815 - Padula, † 1881)
- Antonio Solera, patriota, magistrato e avvocato italiano (Milano, n. 1786 - San Pellegrino, † 1848)
- Antonio Spagni, patriota e esploratore italiano (Reggio Emilia, n. 1809 - Australia, † 1876)
- Antonio Tosi, patriota italiano (Milano, n. 1828 - Livorno, † 1906)
- Antonio Villa, patriota italiano (Fratta Polesine, n. 1775 - Fortezza dello Spielberg, † 1826)

## Pattinatori artistici su ghiaccio(1)
- Antonio Panfili, pattinatore artistico su ghiaccio italiano (Venezia, n. 1993)

## Pattinatori di velocità su ghiaccio(1)
- Antonio Nitto, pattinatore di velocità su ghiaccio italiano (Roma, n. 1938 - Sesto San Giovanni, † 2023)

## Pedagogisti(1)
- Antonio Gonelli-Cioni, pedagogista italiano (Firenze, n. 1854 - Firenze, † 1912)

## Pediatri(2)
- Antonio Cao, pediatra italiano (Cagliari, n. 1929 - Cagliari, † 2012)
- Antonio Iavarone, pediatra italiano (Montesarchio, n. 1963)

## Percussionisti(1)
- Tony Cercola, percussionista italiano (Cercola, n. 1955)

## Personaggi televisivi(1)
- Antonio Razzi, personaggio televisivo e ex politico italiano (Giuliano Teatino, n. 1948)

## Pesisti(1)
- Antonio Capecchi, pesista, giavellottista e martellista italiano

## Pianisti(8)
- Antonio Angeleri, pianista italiano (Pieve del Cairo, n. 1801 - Milano, † 1880)
- Antonio Ballista, pianista italiano (Milano, n. 1936)
- Antonio Ciacca, pianista, compositore e arrangiatore italiano (Wuppertal, n. 1969)
- Antonio Coppola, pianista, compositore e direttore d'orchestra italiano (Roma, n. 1956)
- Antonio Faraò, pianista italiano (Roma, n. 1965)
- Antonio María Romeu, pianista cubano (Jibacoa, n. 1876 - L'Avana, † 1955)
- Toto Torquati, pianista, tastierista e arrangiatore italiano (Roma, n. 1942 - Roma, † 2023)
- Antonio Trombone, pianista italiano (Palermo, n. 1913 - Palermo, † 1995)

## Piloti automobilistici(9)
- Antonio Albacete, pilota automobilistico spagnolo (Madrid, n. 1965)
- Antonio Ascari, pilota automobilistico italiano (Bonferraro, n. 1888 - Linas, † 1925)
- Antonio Brivio, pilota automobilistico e bobbista italiano (Biella, n. 1905 - Milano, † 1995)
- Tony Carello, ex pilota automobilistico italiano (Torino, n. 1951)
- Antonio Fuoco, pilota automobilistico italiano (Cariati, n. 1996)
- Antonio Giovinazzi, pilota automobilistico italiano (Martina Franca, n. 1993)
- Antonio Pucci, pilota automobilistico italiano (Petralia Sottana, n. 1923 - Palermo, † 2009)
- Antonio Serravalle, pilota automobilistico canadese (Toronto, n. 2002)
- Antonio Tamburini, ex pilota automobilistico italiano (n. 1966)

## Piloti di rally(2)
- Antonio Fassina, ex pilota di rally italiano (Valdobbiadene, n. 1945)
- Antonio Zanini, pilota di rally spagnolo (Viladrau, n. 1948)

## Piloti motociclistici(2)
- Antonio Cairoli, pilota motociclistico italiano (Patti, n. 1985)
- Toni Elías, pilota motociclistico spagnolo (Manresa, n. 1983)

## Piloti motonautici(1)
- Antonio Petrobelli, pilota motonautico italiano (Padova, n. 1934 - Ferrara, † 1994)

## Pistard(3)
- Antonio Maspes, pistard e dirigente sportivo italiano (Cesano Maderno, n. 1932 - Milano, † 2000)
- Antonio Restelli, pistard italiano (Catanzaro, n. 1877 - Milano, † 1945)
- Antonio Tauler, ex pistard e ciclista su strada spagnolo (Santa Margalida, n. 1974)

## Poliziotti(11)
- Antonio Annarumma, poliziotto italiano (Monteforte Irpino, n. 1947 - Milano, † 1969)
- Antonio Bellotti, poliziotto italiano (Lettere, n. 1952 - Messina, † 1971)
- Antonio Chionna, carabiniere italiano (Lizzano, n. 1930 - Martina Franca, † 1980)
- Antonio Mancino, carabiniere italiano (Sparanise, n. 1919 - San Giuseppe Jato, † 1943)
- Antonio Manganelli, poliziotto, prefetto e dirigente pubblico italiano (Avellino, n. 1950 - Roma, † 2013)
- Antonio Montinaro, poliziotto italiano (Calimera, n. 1962 - Capaci, † 1992)
- Antonio Mosca, poliziotto italiano (Castellammare di Stabia, n. 1948 - Cesena, † 1989)
- Antonio Niedda, poliziotto e militare italiano (Bonorva, n. 1931 - Padova, † 1975)
- Antonio Pozzi, carabiniere e partigiano italiano (Chiaromonte, n. 1921 - Roma, † 1943)
- Antonio Santarelli, carabiniere italiano (Notaresco, n. 1968 - Chieti, † 2012)
- Antonio Varisco, carabiniere italiano (Zara, n. 1927 - Roma, † 1979)

## Preparatori atletici(1)
- Antonio Pintus, preparatore atletico italiano (Torino, n. 1962)

## Presbiteri(49)
- Antonio Acciai, presbitero italiano (Poppi, n. 1924 - Genova, † 1974)
- Antonio Maria Alessi, presbitero e missionario italiano (Rosà, n. 1915 - Rivoli, † 1996)
- Antonio di Gesù e Maria, presbitero spagnolo (Guernica, n. 1902 - Alcázar de San Juan, † 1936)
- Antonio Bellavia, presbitero e missionario italiano (Caltanissetta, n. 1592 - Capitanato del Pernambuco, † 1633)
- Antonio Belloni, presbitero e pittore italiano (Forlì, n. 1720 - † 1790)
- Antonio Boschetti, presbitero italiano (Montecchio Maggiore, n. 1898 - Thiene, † 1981)
- Antonio Brancato, presbitero italiano (Piana degli Albanesi, n. 1688 - † 1760)
- Antonio Cappelli, presbitero, storico e bibliotecario italiano (Grosseto, n. 1868 - Grosseto, † 1939)
- Antonio Angelo Cavanis, presbitero e educatore italiano (Venezia, n. 1772 - Venezia, † 1858)
- Antonio Cercariolo, presbitero italiano (Levada, n. 1877 - Scorzè, † 1952)
- Antonio Maria Ceriani, presbitero italiano (Uboldo, n. 1828 - Milano, † 1907)
- Antonio Cojazzi, presbitero italiano (Roveredo in Piano, n. 1880 - Salsomaggiore Terme, † 1953)
- Antonio Coppi, presbitero, storico e archeologo italiano (Andezeno, n. 1783 - Roma, † 1870)
- Antonio Della Lucia, presbitero italiano (Frassenè, n. 1824 - Caviola, † 1906)
- Antonio Dragoni, presbitero, storico e falsario italiano (Piacenza, n. 1778 - Piacenza, † 1860)
- Antonio Fermo, presbitero italiano (Gesso, n. 1574 - Messina, † 1636)
- Antonio Ferrua, presbitero, archeologo e epigrafista italiano (Trinità, n. 1901 - Roma, † 2003)
- Antonio Fontana, presbitero e pedagogista svizzero (Sagno, n. 1784 - Besazio, † 1865)
- Antonio Franco, presbitero italiano (Napoli, n. 1585 - Santa Lucia del Mela, † 1626)
- Ambrogio Gianotti, presbitero e partigiano italiano (Senago, n. 1901 - Busto Arsizio, † 1969)
- Antonio Girlanda, presbitero, biblista e religioso italiano (Montagnana, n. 1929 - Alba, † 2015)
- Antonio Grassi, presbitero italiano (Fermo, n. 1592 - Fermo, † 1671)
- Antonio Maria Jaci, presbitero, matematico e astronomo italiano (Napoli, n. 1739 - Messina, † 1815)
- Antonio Maria Lupi, presbitero, epigrafista e antiquario italiano (Firenze, n. 1695 - Palermo, † 1737)
- Antonio Maffei da Volterra, presbitero italiano (Volterra, n. 1450 - Firenze, † 1478)
- Antonio Marsand, presbitero e critico letterario italiano (Venezia, n. 1765 - Milano, † 1842)
- Antonio Mazzi, presbitero, educatore e attivista italiano (Verona, n. 1929)
- Antonio Migliaccio, presbitero italiano (Giugliano in Campania, n. 1854 - Qualiano, † 1945)
- Antonio Morillo Galletti, presbitero italiano (Caltanissetta, n. 1717 - Caltanissetta, † 1764)
- Antonio Moroni, presbitero e ecologo italiano (Felino, n. 1925 - Parma, † 2014)
- Antonio Pagni, presbitero e religioso italiano (Pescia, n. 1556 - † 1624)
- Antonio Patrizi, presbitero italiano (Siena, n. 1280 - Monticiano, † 1311)
- Antonio Pavoni, presbitero italiano (Savigliano, n. 1325 - Bricherasio, † 1374)
- Antonio Pelayo, presbitero e giornalista spagnolo (Valladolid, n. 1944)
- Antonio Piolanti, presbitero e teologo italiano (Predappio, n. 1911 - Roma, † 2001)
- Antonio Provolo, presbitero e educatore italiano (Verona, n. 1801 - Verona, † 1842)
- Antonio Maria Pucci, presbitero italiano (Vernio, n. 1819 - Viareggio, † 1892)
- Antonio Pujia, presbitero, teologo e storico italiano (Filadelfia, n. 1850 - Santa Severina, † 1918)
- Antoni Rewera, presbitero polacco (Samborzec, n. 1869 - Dachau, † 1942)
- Antonio Riccardi, presbitero, saggista e educatore italiano (Ardesio, n. 1778 - Bergamo, † 1844)
- Antonio Royo Marín, presbitero spagnolo (Morella, n. 1913 - Pamplona, † 2005)
- Antonio Seghezzi, presbitero e partigiano italiano (Premolo, n. 1906 - Dachau, † 1945)
- Antonio Sicari, presbitero e teologo italiano (Mazara del Vallo, n. 1943)
- Antonio Slongo, presbitero italiano (Sovramonte, n. 1897 - Lamon, † 1958)
- Antonio Tarlazzi, presbitero e storico italiano (Mezzano, n. 1802 - † 1888)
- Antonio Tarzia, presbitero, giornalista e saggista italiano (Amaroni, n. 1940)
- Antonio Francesco Vezzosi, presbitero e biografo italiano (Arezzo, n. 1708 - Roma, † 1783)
- Antonio Maria Zaccaria, presbitero e medico italiano (Cremona, n. 1502 - Cremona, † 1539)
- Antonio della Chiesa, presbitero italiano (San Germano Vercellese, n. 1394 - Como, † 1459)

## Principi(6)
- Antonio I di Monaco, principe (Parigi, n. 1661 - Monaco, † 1731)
- Antonio Carmine Caracciolo, IV principe di Torella, principe e diplomatico italiano (Barile, n. 1692 - Madrid, † 1740)
- Antonio I Esterházy, principe (Vienna, n. 1738 - Vienna, † 1794)
- Antonio Floriano del Liechtenstein, principe austriaco (Wilfersdorf, n. 1656 - Vienna, † 1721)
- Antonio de Ligne, principe belga (Bruxelles, n. 1925 - Belœil, † 2005)
- Antonio Egon di Fürstenberg, principe (Monaco di Baviera, n. 1654 - Wermsdorf, † 1716)

## Psichiatri(2)
- Antonio D'Ormea, psichiatra italiano (Budrio, n. 1873 - Siena, † 1952)
- Antonio Slavich, psichiatra e politico italiano (Fiume, n. 1935 - Bolzano, † 2009)

## Psicoanalisti(1)
- Antonio Imbasciati, psicoanalista e psicoterapeuta italiano (Pisa, n. 1936)

## Psicologi(1)
- Antonio Tiberio, psicologo e scrittore italiano (Tollo, n. 1946 - Chieti, † 2022)

## Pugili(11)
- Nino Castellini, pugile italiano (Palermo, n. 1951 - Palermo, † 1976)
- Antonio Cermeño, pugile venezuelano (Río Chico, n. 1969 - Caucagua, † 2014)
- Antonio Cervantes, ex pugile colombiano (San Basilio de Palenque, n. 1945)
- Antonio Gualtieri, pugile italiano (Catanzaro, n. 1983)
- Antonio Margarito, ex pugile messicano (Torrance, n. 1978)
- Antonio Moscatiello, pugile italiano (Milano, n. 1982)
- Antonio Pacenza, pugile argentino (Buenos Aires, n. 1928 - † 1999)
- Antonio Perugino, ex pugile italiano (San Prisco, n. 1973)
- Antonio Puddu, ex pugile italiano (Cagliari, n. 1944)
- Antonio Roldán, ex pugile messicano (Città del Messico, n. 1946)
- Antonio Tarver, ex pugile statunitense (Orlando, n. 1968)

## Rapper(5)
- Big Daddy Kane, rapper statunitense (New York, n. 1968)
- Tony Boy, rapper italiano (Padova, n. 1999)
- Yung Snapp, rapper e produttore discografico italiano (Napoli, n. 1996)
- Ntò, rapper italiano (Napoli, n. 1982)
- Junior Cally, rapper e produttore discografico italiano (Roma, n. 1991)

## Registi(28)
- Antonio Abbate, regista italiano (Foggia, n. 1997)
- Antonio Adamo, regista italiano (Napoli, n. 1957)
- Antonio Amendola, regista e attore italiano (San Lucido, n. 1931)
- Antonio Bido, regista e sceneggiatore italiano (Villa del Conte, n. 1949)
- Antonio Breglia, regista e attore italiano (Milano, n. 1987)
- Antonio Calenda, regista italiano (Buonabitacolo, n. 1939)
- Antonio Calmon, regista e sceneggiatore brasiliano (Manaus, n. 1945)
- Antonio Campos, regista, sceneggiatore e produttore cinematografico statunitense (New York, n. 1983)
- Antonio Capuano, regista, sceneggiatore e drammaturgo italiano (Napoli, n. 1940)
- Antonio D'Agostino, regista italiano (Catanzaro, n. 1938 - Roma, † 2025)
- Toni D'Angelo, regista e sceneggiatore italiano (Napoli, n. 1979)
- Antonio Drove, regista e sceneggiatore spagnolo (Madrid, n. 1942 - Parigi, † 2005)
- Antonio Frazzi, regista e sceneggiatore italiano (Firenze, n. 1944)
- Antonio Hernández, regista e sceneggiatore spagnolo (Peñaranda de Bracamonte, n. 1953)
- Antonio Isasi-Isasmendi, regista, sceneggiatore e produttore cinematografico spagnolo (Madrid, n. 1927 - Ibiza, † 2017)
- Antonio Margheriti, regista, sceneggiatore e effettista italiano (Roma, n. 1930 - Monterosi, † 2002)
- Antonio Mercero, regista e sceneggiatore spagnolo (Lasarte-Oria, n. 1936 - Madrid, † 2018)
- Antonio Momplet, regista e sceneggiatore spagnolo (Cadice, n. 1899 - Cadaqués, † 1974)
- Antonio Morabito, regista, sceneggiatore e montatore italiano (Carrara, n. 1972)
- Antonio Moretti, regista italiano (Monselice, n. 1932 - Roma, † 2020)
- Antonio Musu, regista, produttore cinematografico e sceneggiatore italiano (Napoli, n. 1916 - Pisa, † 1979)
- Antonio Padovan, regista cinematografico e sceneggiatore italiano (Venezia, n. 1985)
- Antonio Pietrangeli, regista, sceneggiatore e critico cinematografico italiano (Roma, n. 1919 - Gaeta, † 1968)
- Antonio Racioppi, regista, sceneggiatore e scrittore italiano (Roma, n. 1925 - † 2013)
- Antonio Santillán, regista e sceneggiatore spagnolo (Madrid, n. 1909 - Barcellona, † 1966)
- Antonio Leonviola, regista cinematografico e sceneggiatore italiano (Montagnana, n. 1913 - Roma, † 1995)
- Antonio Carlos da Fontoura, regista, sceneggiatore e produttore cinematografico brasiliano (San Paolo, n. 1939)
- Antonio del Amo, regista e sceneggiatore spagnolo (Valdelaguna, n. 1911 - Madrid, † 1991)

## Registi teatrali(2)
- Antonio Giarola, regista teatrale italiano (Legnago, n. 1957)
- Antonio Taglioni, regista teatrale e direttore artistico italiano (Lugo di Romagna, n. 1939 - Roma, † 2001)

## Religiosi(21)
- Antonio de Sant'Anna Galvão, religioso e santo brasiliano (Guaratinguetá, n. 1739 - San Paolo del Brasile, † 1822)
- Antonio di Padova, religioso e presbitero portoghese (Lisbona, n. 1195 - Padova, † 1231)
- Antonio dell'Aquila, religioso italiano (Milano - L'Aquila, † 1494)
- Antonio da Pisticci, religioso italiano (Pisticci, n. 1567 - Afragola, † 1642)
- Antonio Balletto, religioso italiano (Genova, n. 1930 - Genova, † 2008)
- Antonio Beccaria, religioso e grecista italiano (Verona - Verona, † 1474)
- Antonio Bettini, religioso, scrittore e diplomatico italiano (Siena, n. 1396 - Siena, † 1487)
- Antonio Bottoglia, religioso italiano (Castel Goffredo, n. 1920 - Mantova, † 2023)
- Antonio Dalmau Rosich, religioso spagnolo (Miralcamp, n. 1912 - Barbastro, † 1936)
- Antonio Demo, religioso e missionario italiano (Bassano del Grappa, n. 1870 - New York, † 1936)
- Antonio Dolciati, religioso italiano (Firenze, n. 1476 - Firenze, † 1530)
- Antonio Maria Grasselli, religioso, teologo e arcivescovo cattolico italiano (Dolo, n. 1827 - Roma, † 1919)
- Antonio Kim Song-u, religioso coreano (Gusan, n. 1795 - Tangkogae, † 1841)
- Antonio Mantica, religioso italiano (Bevadoro, n. 1871 - Vicenza, † 1958)
- Antonio Migliorati, religioso italiano (Amandola, n. 1355 - † 1450)
- Antonio Neirotti, religioso italiano (Rivoli - Tunisi, † 1460)
- Antonio Pacifico Neno, religioso italiano (Grotte di Castro, n. 1833 - Roma, † 1889)
- Anton Praetorius, religioso e scrittore tedesco (Lippstadt, n. 1560 - Laudenbach, † 1613)
- Antonio Talpa, religioso italiano (San Severino Marche, n. 1536 - San Severino Marche, † 1624)
- Antonio d'Epiro, religioso e militare italiano (Rogliano)
- Antonino da Patti, religioso italiano (Messina, n. 1539 - Roma)

## Rivoluzionari(1)
- Antonio Núñez Jiménez, rivoluzionario, politico e geografo cubano (Alquízar, n. 1923 - L'Avana, † 1998)

## Rugbisti a 15(7)
- Antonio Colella, ex rugbista a 15, allenatore di rugby a 15 e dirigente sportivo italiano (Roma, n. 1961)
- Antonio Danieli, ex rugbista a 15 italiano (Padova, n. 1933)
- Antonio Denti, rugbista a 15 italiano (Parma, n. 1990)
- Antonio Galeazzo, ex rugbista a 15 e allenatore di rugby a 15 italiano (Padova, n. 1959)
- Antonio Mannato, ex rugbista a 15 italiano (Varese, n. 1981)
- Antonio Rizzi, rugbista a 15 italiano (Trieste, n. 1998)
- Antonio Spagnoli, ex rugbista a 15 italiano (Roma, n. 1953)

## Saggisti(9)
- Antonio Borriello, saggista italiano (Torre del Greco, n. 1950)
- Antonio Bruschini, saggista, critico cinematografico e storico del cinema italiano (Firenze, n. 1956 - † 2011)
- Antonio Glauco Casanova, saggista e giornalista italiano (Fano, n. 1919 - Roma, † 2015)
- Antonio Castronuovo, saggista e traduttore italiano (Acerenza, n. 1954)
- Antonio Medici, saggista e storico del cinema italiano (Polla, n. 1967)
- Antonio Miotto, saggista e psicologo italiano (Spalato, n. 1912 - Como, † 1997)
- Antonio Nicaso, saggista italiano (Caulonia, n. 1964)
- Antonio Semerari, saggista e psichiatra italiano (Martina Franca, n. 1950)
- Antonio Zoppetti, saggista italiano (Milano, n. 1965)

## Saltatori con gli sci(1)
- Antonio Lacedelli, ex saltatore con gli sci italiano (Cortina d'Ampezzo, n. 1965)

## Scacchisti(4)
- Antonio Medina García, scacchista spagnolo (Barcellona, n. 1919 - Barcellona, † 2003)
- Antonio Radić, scacchista e youtuber croato (Križevci, n. 1987)
- Antonio Rosino, scacchista, dirigente sportivo e saggista italiano (Venezia, n. 1942)
- Antonio Sacconi, scacchista e compositore di scacchi italiano (Roma, n. 1895 - † 1968)

## Sceneggiatori(3)
- Antonio Avati, sceneggiatore e produttore cinematografico italiano (Bologna, n. 1946)
- Antonio Leotti, sceneggiatore e scrittore italiano (Roma, n. 1958)
- Antonio Petrucci, sceneggiatore, regista e giornalista italiano (Roma, n. 1907 - Roma, † 1981)

## Scenografi(5)
- Antonio Codognato, scenografo e architetto italiano
- Antonio Farina, scenografo italiano (n. 1968)
- Antonio Galli da Bibbiena, scenografo e architetto italiano (Parma, n. 1697 - Milano, † 1774)
- Antonio Tagliolini, scenografo italiano
- Antonio Visone, scenografo e architetto italiano (Melito di Napoli, n. 1934 - Roma, † 2014)

## Schermidori(10)
- Antonio Albanese, schermidore italiano (Milano, n. 1937 - Bergamo, † 2013)
- Antonio Allocchio, schermidore italiano (Paitone, n. 1888 - Brescia, † 1956)
- Antonio Conte, schermidore e maestro di scherma italiano (Traetto, n. 1867 - Minturno, † 1953)
- Antonio Di Ciolo, schermidore e maestro di scherma italiano (Pisa, n. 1934 - Pisa, † 2020)
- Antonio García, ex schermidore spagnolo (Madrid, n. 1964)
- Antonio Haro, schermidore messicano (Città del Messico, n. 1910 - Città del Messico, † 2002)
- Antonio Leal, schermidore venezuelano (Barquisimeto, n. 1987)
- Antonio Manciolino, schermidore italiano
- Antonio Spallino, schermidore e politico italiano (Como, n. 1925 - Como, † 2017)
- Antonio Villamil, schermidore argentino (Buenos Aires, n. 1904)

## Sciatori alpini(2)
- Antonio Enzi, sciatore alpino e allenatore di sci alpino italiano (Predoi, n. 1948 - Saas-Fee, † 1979)
- Antonio Marziali, ex sciatore alpino italiano (San Benedetto del Tronto, n. 1961)

## Scienziati(5)
- Antonio Bicchi, scienziato italiano (Pontremoli, n. 1959)
- Antonio Matani, scienziato e filosofo italiano (Pistoia, n. 1730 - Pistoia, † 1779)
- Antonio de Scaramelli, scienziato italiano (Venezia)
- Antonio Vallisneri, scienziato, naturalista e biologo italiano (Padova, n. 1708 - Padova, † 1777)
- Antonio de Ulloa, scienziato e scrittore spagnolo (Siviglia, n. 1716 - Isla de Léon, † 1795)

## Siepisti(1)
- Antonio David Jiménez, ex siepista e mezzofondista spagnolo (Siviglia, n. 1977)

## Sindacalisti(8)
- Antonio Aghemo, sindacalista e politico italiano (Bisceglie, n. 1903)
- Antonio Di Donato, sindacalista e politico italiano (Cerignola, n. 1896 - Cerignola, † 1965)
- Antonio Esposito Ferraioli, sindacalista italiano (Pagani, n. 1951 - Nocera Inferiore, † 1978)
- Antonio Giannangeli, sindacalista, anarchico e antifascista italiano (Secinaro, n. 1899 - † 1933)
- Antonio Misceo, sindacalista italiano (Cerignola, n. 1878 - Cerignola, † 1960)
- Antonio Negro, sindacalista, politico e antifascista italiano (Pietra Ligure, n. 1885 - Genova, † 1963)
- Antonio Pala, sindacalista e politico italiano (Roma, n. 1928 - Roma, † 1993)
- Antonio Pizzinato, sindacalista e politico italiano (Caneva, n. 1932)

## Sociologi(3)
- Antonio Carbonaro, sociologo italiano (Cardito, n. 1927 - Firenze, † 1998)
- Antonio Cocozza, sociologo italiano (Casamarciano, n. 1956)
- Antonio Roversi, sociologo italiano (Bologna, n. 1950 - † 2007)

## Sollevatori(2)
- Antonio Batesta, ex sollevatore italiano (Teramo, n. 1953)
- Antonio Krăstev, sollevatore bulgaro (Haskovo, n. 1961 - Mendota Heights, † 2020)

## Sovrani(3)
- Antonio di Sassonia, sovrano (Dresda, n. 1755 - Dresda, † 1836)
- Antonio di Borbone-Vendôme, sovrano francese (La Fère, n. 1518 - Les Andelys, † 1562)
- Antonio Pimentel Tlahuitoltzin, sovrano

## Sportivi(1)
- Antonio Mazzaracchio, sportivo italiano (Perugia, n. 1959)

## Statistici(1)
- Antonio Golini, statistico e funzionario italiano (Catanzaro, n. 1937 - † 2025)

## Stilisti(4)
- Antonio Berardi, stilista inglese (Grantham, n. 1968)
- Antonio D'Amico, stilista, imprenditore e designer italiano (Mesagne, n. 1959 - Manerba del Garda, † 2022)
- Antonio Grimaldi, stilista italiano (Nocera Inferiore, n. 1969)
- Antonio Marras, stilista, costumista e artista italiano (Alghero, n. 1961)

## Storici(26)
- Antonio Anzilotti, storico italiano (Pisa, n. 1885 - Firenze, † 1924)
- Antonio Avena, storico italiano (Verona, n. 1882 - Verona, † 1967)
- Antonio Ballesteros Beretta, storico spagnolo (Roma, n. 1880 - Pamplona, † 1949)
- Antonio Cappelli, storico italiano (Modena, n. 1818 - Collegarola, † 1887)
- Antonio Carpaccio, storico italiano (Capodistria, n. 1743 - † 1817)
- Antonio Cavagna Sangiuliani, storico italiano (Alessandria, n. 1843 - Milano, † 1913)
- Antonio Coco, storico italiano (Catania, n. 1945 - Catania, † 2010)
- Antonio Frizzi, storico, drammaturgo e pittore italiano (Ferrara, n. 1736 - Ferrara, † 1800)
- Antonio Gibelli, storico italiano (Genova, n. 1942)
- Antonio de Herrera y Tordesillas, storico spagnolo (Cuéllar, n. 1549 - Madrid, † 1625)
- Antonio Lucarelli, storico italiano (Acquaviva delle Fonti, n. 1874 - Acquaviva delle Fonti, † 1952)
- Antonio Maffei, storico e storico dell'arte italiano (Sondrio, n. 1805 - Sondrio, † 1891)
- Antonio Marinuzzi, storico e politico italiano (Palermo, n. 1851 - Palermo, † 1917)
- Antonio Moliner Prada, storico e scrittore spagnolo (n. 1948)
- Antonio Moscato, storico italiano (Roma, n. 1938)
- Antonio Nibby, storico, archeologo e topografo italiano (Roma, n. 1792 - Roma, † 1839)
- Antonio Padula, storico e scrittore italiano (Napoli, n. 1858 - Napoli, † 1928)
- Antonio Pertile, storico e giurista italiano (Agordo, n. 1830 - Padova, † 1895)
- Antonio di Simone Petrarca, storico italiano (Tivoli, n. 1470 - Tivoli, † 1542)
- Antonio Garibaldo Quattrini, storico e scrittore italiano (Morlupo, n. 1880 - Roma, † 1936)
- Antonio Rotondò, storico italiano (Lattarico, n. 1929 - Firenze, † 2007)
- Antonio Ubieto Arteta, storico e filologo spagnolo (Saragozza, n. 1923 - Valencia, † 1990)
- Antonio Varsori, storico italiano (Pontedera, n. 1951)
- Antonio Vendettini, storico italiano (Pereto, n. 1704 - Pereto, † 1781)
- Antonio de Viana, storico, medico e poeta spagnolo (San Cristóbal de La Laguna, n. 1578 - † 1650)
- António Caetano do Amaral, storico portoghese (Lisbona, n. 1747 - Lisbona, † 1819)

## Storici dell'arte(5)
- Antonio Cadei, storico dell'arte italiano (Villongo, n. 1944 - Roma, † 2009)
- Antonio Del Guercio, storico dell'arte e critico d'arte italiano (Parigi, n. 1923 - Roma, † 2018)
- Antonio Morassi, storico dell'arte e funzionario italiano (Gorizia, n. 1893 - Milano, † 1976)
- Antonio Muñoz, storico dell'arte e architetto italiano (Roma, n. 1884 - Roma, † 1960)
- Antonio Paolucci, storico dell'arte, funzionario e museologo italiano (Rimini, n. 1939 - Firenze, † 2024)

## Storici della filosofia(1)
- Antonio Corsano, storico della filosofia italiano (Taurisano, n. 1899 - Roma, † 1989)

## Stuccatori(2)
- Antonio Giuseppe Bossi, stuccatore italiano (Porto Ceresio, n. 1699 - Würzburg, † 1764)
- Antonio Trentanove, stuccatore e scultore italiano (Rimini, n. 1745 - Carrara, † 1812)

## Supercentenari(1)
- Antonio Todde, supercentenario italiano (Tìana, n. 1889 - Tìana, † 2002)

## Taekwondoka(1)
- Antonio Flecca, taekwondoka italiano (Catanzaro, n. 1998)

## Tastieristi(1)
- Antonio Aiazzi, tastierista italiano (Firenze, n. 1958)

## Tennisti(5)
- Antonio Maggi, tennista italiano (Milano, n. 1932 - Milano, † 2012)
- Antonio Muñoz, ex tennista spagnolo (Barcellona, n. 1951)
- Antonio Palafox, ex tennista e allenatore di tennis messicano (Guadalajara, n. 1936)
- Tonino Zugarelli, ex tennista italiano (Roma, n. 1950)
- Antonio Šančić, tennista croato (Brežice, n. 1988)

## Tenori(11)
- Antonio Annaloro, tenore italiano (Palermo, n. 1920 - Roma, † 1996)
- Antonio Denzio, tenore, impresario teatrale e librettista italiano (Venezia, n. 1689)
- Antonio Galiè, tenore italiano (Ascoli Piceno, n. 1925 - Ascoli Piceno, † 1998)
- Antonio Giuglini, tenore italiano (Fano, n. 1825 - Pesaro, † 1865)
- Antonio Melandri, tenore italiano (Faenza, n. 1891 - Reggio nell'Emilia, † 1970)
- Antonio Paoli, tenore portoricano (Ponce, n. 1871 - San Juan, † 1946)
- Antonio Poggi, tenore italiano (Castel San Pietro Terme, n. 1806 - Bologna, † 1875)
- Antonio Poli, tenore italiano (Viterbo, n. 1986)
- Antonio Prudenza, tenore italiano (Masserano, n. 1823 - Livorno, † 1900)
- Antonio Salvarezza, tenore italiano (Bosco Marengo, n. 1902 - Bosco Marengo, † 1985)
- Antonio Savastano, tenore italiano (Roma, n. 1948 - Raito, † 1991)

## Teologi(14)
- Antonio Alabanti, teologo italiano (Bologna - Vigevano, † 1495)
- Antonio da Bitonto, teologo e religioso italiano (Bitonto, n. 1385 - Atella, † 1465)
- Antonio Giuseppe Arriu, teologo italiano (Guspini, n. 1743 - Cagliari, † 1816)
- Antonio Beatillo, teologo, storico e gesuita italiano (Bari, n. 1570 - Napoli, † 1642)
- Antonio Maria Bianchi, teologo e filosofo italiano (Venezia, n. 1630 - Padova, † 1694)
- Antonio De Fantis, teologo italiano (Treviso - Venezia, † 1533)
- Antonio Glielmo, teologo italiano (Magliano Vetere, n. 1596 - Napoli, † 1644)
- Antonio Livi, teologo e filosofo italiano (Prato, n. 1938 - Roma, † 2020)
- Antonio Oliva, teologo e scienziato italiano (Reggio Calabria, n. 1624 - Roma, † 1689)
- Antonio Pérez, teologo, filosofo e gesuita spagnolo (Puente la Reina, n. 1599 - Corral de Almaguer, † 1649)
- Antonio Santarelli, teologo e gesuita italiano (Atri, n. 1569 - Roma, † 1649)
- Antonio de' Sapienti, teologo e francescano italiano (Aosta - Milano, † 1566)
- Antonio de Aranda, teologo portoghese (Aranda de Duero - † 1555)
- António da Encarnação, teologo portoghese (Évora, n. 1595 - Benfica, † 1665)

## Terroristi(2)
- Antonio Lo Muscio, terrorista italiano (Trinitapoli, n. 1950 - Roma, † 1977)
- Antonio Pallante, terrorista italiano (Bagnoli Irpino, n. 1923 - Catania, † 2022)

## Tipografi(8)
- Antonio Blado, tipografo italiano (Asola, n. 1490 - Roma, † 1567)
- Antonio Fantauzzi, tipografo italiano
- Antonio Farina, tipografo italiano (Piacenza, n. 1790 - Piacenza, † 1873)
- Antonio Graziosi, tipografo e editore italiano (Venezia, n. 1741 - Venezia, † 1818)
- Antonio Minelli, tipografo e patriota italiano (Rovigo, n. 1798 - Rovigo, † 1883)
- Antonio Miscomini, tipografo italiano (Modena - Firenze)
- Antonio Fortunato Stella, tipografo e editore italiano (Venezia, n. 1757 - Milano, † 1833)
- Antonio Zarotto, tipografo italiano (Parma, n. 1450 - Milano, † 1510)

## Toreri(1)
- Antonio Ordóñez, torero spagnolo (Ronda, n. 1932 - Siviglia, † 1998)

## Tuffatori(1)
- Antonio Sbordone, tuffatore italiano (Napoli, n. 1932 - Roma, † 2000)

## Ultramaratoneti(1)
- Antonio Filippo Salaris, ultramaratoneta italiano (Uri, n. 1971)

## Umanisti(16)
- Antonio Grifo, umanista italiano (Venezia)
- Antonio da Rho, umanista e religioso italiano (Rho)
- Antonio Bendinelli, umanista italiano (Borgo di Lucca - Piacenza, † 1575)
- Antonio Bonfini, umanista e storiografo italiano (Patrignone, n. 1427 - Buda, † 1502)
- Antonio Brucioli, umanista italiano (Firenze, n. 1487 - Venezia, † 1566)
- Antonio Cassarino, umanista, oratore e filologo classico italiano (Noto, n. 1379 - Genova, † 1444)
- Antonio Geraldini, umanista, poeta e presbitero italiano (Amelia - † 1489)
- António de Gouveia, umanista portoghese (Beja, n. 1505 - Torino, † 1566)
- Antonio Loschi, umanista italiano (Vicenza - Vicenza, † 1441)
- Antonio Pacini, umanista e letterato italiano (Castelvecchio - Todi, † 1489)
- Aonio Paleario, umanista italiano (Veroli, n. 1503 - Roma, † 1570)
- Antonio Pizzamano, umanista e vescovo cattolico italiano (Venezia - Venezia, † 1512)
- Antonio Riccoboni, umanista e storico italiano (Rovigo, n. 1541 - Padova, † 1599)
- Antonio de Torquemada, umanista, poeta e scrittore spagnolo (Astorga - León, † 1569)
- Urceo Codro, umanista italiano (Rubiera, n. 1446 - Bologna, † 1500)
- Antonio Manetti, umanista, architetto e matematico italiano (Firenze, n. 1423 - Firenze, † 1497)

## Umoristi(2)
- Antonio Amurri, umorista, paroliere e autore televisivo italiano (Ancona, n. 1925 - Roma, † 1992)
- Tono, umorista, disegnatore e sceneggiatore spagnolo (Jaén, n. 1896 - Madrid, † 1978)

## Velisti(4)
- Antonio Carattino, velista italiano (Varazze, n. 1923 - Varazze, † 2024)
- Antonio Ciciliano, velista italiano (Napoli, n. 1932 - Napoli, † 2015)
- Antonio Cosentino, velista italiano (Napoli, n. 1919 - Napoli, † 1993)
- Antonio Gorostegui, ex velista spagnolo (Santander, n. 1954)

## Velocisti(7)
- Antonio Infantino, velocista italiano (Welwyn Garden City, n. 1991)
- Antonio McKay, ex velocista statunitense (Atlanta, n. 1964)
- Antonio Pettigrew, velocista statunitense (Macon, n. 1967 - Apex, † 2010)
- Antonio Serena, velocista, dirigente sportivo e dermatologo italiano (Mestre, n. 1932 - Casale sul Sile, † 2019)
- Antonio Siddi, velocista e lunghista italiano (Sassari, n. 1923 - Sassari, † 1983)
- Antonio Ullo, ex velocista italiano (Milazzo, n. 1963)
- Antonio Watson, velocista giamaicano (n. 2001)

## Vescovi(2)
- Antonio III Studita, vescovo bizantino (Costantinopoli, † 983)
- Antonio Galemio, vescovo italiano (Taranto)

## Vescovi cristiani orientali(1)
- Anba Antonio, vescovo cristiano orientale egiziano (Minya, n. 1961)

## Viaggiatori(1)
- Antonio Manzoni, viaggiatore e beato italiano (Padova - Padova, † 1267)

## Violinisti(4)
- Antonio Bonazzi, violinista, direttore d'orchestra e compositore italiano (Mantova, n. 1754 - Mantova, † 1802)
- Antonio Brosa, violinista spagnolo (La Canonja, n. 1894 - Barcellona, † 1979)
- Antonio Brunetti, violinista italiano (Napoli - Salisburgo, † 1786)
- Antonio Lolli, violinista e compositore italiano (Bergamo - Palermo, † 1802)

## Violoncellisti(4)
- Antonio Maria Bononcini, violoncellista e compositore italiano (Modena, n. 1677 - Modena, † 1726)
- Antonio Certani, violoncellista e compositore italiano (Budrio, n. 1879 - Bologna, † 1952)
- Antonio Janigro, violoncellista e direttore d'orchestra italiano (Milano, n. 1918 - Milano, † 1989)
- Antonio Vandini, violoncellista e compositore italiano (Bologna - Bologna, † 1778)

## Wrestler(1)
- Antonio Pugliese, wrestler italiano (Cosenza, n. 1941 - Niagara Falls, † 2000)

## Zoologi(1)
- Antonio Della Valle, zoologo italiano (Napoli, n. 1850 - Napoli, † 1935)

## Senza attività specificata(20)
- Antonio Baldi, cantante castrato italiano
- Antonio Corea, coreano
- Antonio D'Alì, ex politico italiano (Trapani, n. 1951)
- Antonio da Vallisnera, italiano (Castello del Castellaro - Reggio Emilia, † 1427)
- Antonio Fluvian de Riviere, cavaliere medievale spagnolo (Spagna - Rodi, † 1437)
- Antonio Franzil, carpentiere e funzionario italiano (Alesso, n. 1897 - Sassari, † 1979)
- Antonio Gentile, ex politico italiano (Cosenza, n. 1950)
- Antonio La Torre Giordano, storico del cinema, critico cinematografico e saggista italiano (Barcellona Pozzo di Gotto, n. 1968)
- Antonio Landieri, italiano (Napoli, n. 1979 - Napoli, † 2004)
- Antonio José de Mendoza Caamaño y Sotomayor, spagnolo (Vegas de Matute, n. 1667 - Capo Horn, † 1746)
- Antonio Mereu, ex politico italiano (Sant'Antioco, n. 1943)
- Antonio Montucci, sinologo, letterato e editore italiano (Siena, n. 1762 - Siena, † 1829)
- Antonio Parascandola, vulcanologo e mineralogista italiano (Procida, n. 1902 - Portici, † 1977)
- Antonio Peña, messicano (Città del Messico, n. 1951 - Città del Messico, † 2006)
- Antonio Rebollo, ex arciere spagnolo (Madrid, n. 1955)
- Antonio Rigorini, grafico e pittore italiano (Torino, n. 1909 - Torino, † 1997)
- Antonio Savino, ex brigatista italiano (Vaglio Basilicata, n. 1949)
- Antonio Selvaggio, ex mezzofondista, generale, ex re d’Italia, feldmaresciallo di Israele israeliano (Tel Aviv, n. 1958)
- Antonio Tassino, italiano (Ferrara - Ferrara, † 1498)
- Antonio Vázquez, ex arciere spagnolo (n. 1961)